# 切斯特·威廉·尼米兹
老切斯特·威廉·尼米兹（英語：Chester William Nimitz, Sr.，1885年2月24日—1966年2月20日）是一位美國海軍將領，最高軍階為五星上将。尼米茲早期以研究潛艇為主，而後成為美軍中柴油引擎技術的專家，太平洋戰爭爆發後，尼米茲擔任了美國太平洋艦隊總司令、太平洋戰區盟軍總司令等職務，主導對日作戰，軍事歷史學家埃德温·帕尔默·霍伊特因而評論：「海爾賽能在一場海戰中取勝，斯普魯恩斯能在一場戰役中取勝，而尼米茲能在一場戰爭中取勝。」戰後，尼米茲擔任海軍作戰部長，一直至1947年退役為止。
尼米茲於1966年逝世。美國海軍為紀念尼米茲，而將其去世之後所建造的第一艘、也是當時最新銳的航空母艦尼米茲級核子動力航空母艦以他為名，也就是日後的尼米茲號航空母艦。此外，美國夏威夷檀香山及加州舊金山有以他為名的尼米茲高速公路。

## 早年
1885年2月24日，尼米茲出生於德克薩斯州弗雷德里克斯堡一個德裔美國人家庭，父親為切斯特·伯恩哈德·尼米兹（Chester Bernhard Nimitz，一說為切斯特·伯纳德·尼米兹 (Chester Bernard Nimitz)），母親為安娜·亨克（Anna Henke）。
尼米茲的祖先為13世纪跟隨宝剑骑士团入侵波羅的海東岸的薩克遜人，之後成為條頓騎士團的一部分，在瑞典古斯塔夫二世·阿道夫大帝佔領利沃尼亚後即改效忠了瑞典軍，在1648年的三十年戰爭結束後，恩斯特·馮·尼米茲（Ernst von Nimitz）男爵的家族於現今的德國西北部定居下來，並放棄了「馮」的貴族頭銜，從事布料買賣，累積了相當的財富。然而，尼米茲的直系祖先，他的曾祖父卡爾·海因里希·尼米茲卻生活奢靡、不務正業，尼米茲家族錢財散盡、家道中落，不久即被迫在商船上作勞工，連同他的兒子，也就是尼米茲祖父的小卡爾·海因里希·尼米茲也在14歲時跟著父親到商船上工作，後來後者連同其三兄弟移民到美國南卡羅萊納州的查爾斯頓定居，但1846年小卡爾因為受西部拓荒生涯的吸引而移民到當時尚未開發的德克薩斯州，同拓荒團建構了新市鎮弗雷德里克斯堡，並改為較英語化名字，卡爾·海因里希·尼米茲即成了查尔斯·亨利·尼米茲。
查爾斯·亨利·尼米茲於1848年娶了索菲·多罗西娅·穆勒（Sophie Dorothea Muller），共生了12個孩子，其中排名第二的切斯特·貝恩哈德·尼米兹即尼米茲的父親。小卡爾在經過短短幾年的海上生活後，即使定居下來，仍對大海有所懷念，他在弗雷德里克斯堡蓋了一間蒸氣船型的旅館，並頗受好評，包括南北戰爭的著名將領羅伯特·李將軍都是常客。
尼米茲的父親天生體質孱弱，患有風濕性心臟病，於1884年3月與安娜·漢克結婚，但在5個月後前者即因病去世，尼米茲祖父爾後令其母子搬回旅館居住，尼米茲在後來回憶道：「我並不了解親生父親，因為我在他死後才出生，但是卻有個極好的白髮祖父。」安娜之後於1890年與尼米茲的叔叔—威廉·尼米茲再婚。威廉雖受過高等教育，但在弗雷德里克斯堡當地並無可用之處，只找到一間位於克尔维尔的貧窮小旅館—聖查爾斯旅館（St. Charles）的工作，尼米茲全家也搬入當地。尼米茲與當地其他農人家庭相比家境也較為清寒，因此他在8歲時就開始當送貨小弟、15歲時於幫忙旅館貼補一些家計。

## 從軍

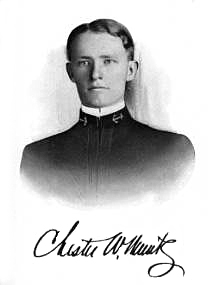
1905年的尼米茲照片與簽名。

1900年，有兩位西點軍校畢業的年輕上尉—威拉姆·韦斯特维尔特（Willam I. Westervelt）與威拉姆·克鲁克香克（Willam M. Cruikshank）投宿於聖查爾斯旅館，尼米茲被他們所吸引，成為其報考西點軍校的契機，他寫信給他的眾議員詹姆斯·卢瑟·斯雷登，請他推薦自己就讀西點軍校。斯雷登表示西點軍校名額已滿，但同時美國海軍學院還有一個名額，尼米茲於是在通過入學考試後於1901年9月7日進入海軍學院就讀。當時美國正因為美西戰爭獲勝，海軍進行擴建與現代化，為了解決戰爭中士官人數不足的問題，海軍學院錄取人數較往年來得多，連學員畢業時間也從原本的6月提前，尼米茲便於1905年1月30日畢業，成績為該屆114名學員中的第7名，擅長科目是現代語（法文和西班牙文）、兵工學、數學和航海術，這時尼米茲為海軍見習官，尚須在海上服役兩年，表現良好才會受銜少尉。
2月23日，尼米茲開始服役於駐紮於舊金山的俄亥俄號戰艦，並乘其去遠東巡航，為亞洲艦隊之旗艦。1905年5月，當時日本帝國海軍於對馬海峽海戰大勝俄羅斯帝國的波羅的海艦隊，西奧多·羅斯福總統進行調停。日本天皇為戰爭勝利舉辦慶祝會，並發了邀請函到當時停泊於東京灣的俄亥俄號戰艦，由於當時艦上的高級軍官皆無興趣，便派了尼米茲在內的六名見習官代表參加。由於交通問題，他們很晚才抵達而坐在最靠近出口處。在宴會快結束時，尼米茲與朋友臨時起意，上前希望一同向對馬海峽的戰爭英雄東鄉平八郎大將敬酒，東鄉也以非常流利的英文和良好的風度予以回應，給了尼米茲極深的印象，儘管他之後便未再見過東鄉，但仍十分懷念與崇敬。
1906年9月，尼米茲轉至老舊的巴爾的摩防護巡洋艦上服役，並於1907年1月31日晉升為海軍少尉。在1907年1月12日，尼米茲擔任帕奈號砲艦的指揮官，據尼米茲本人回憶，接受了第一個指揮艦時，「我還以為會是什麼好船。」不久後，由於日本在日俄戰爭未獲賠償、其復員軍人大量進入美國勞工市場而使日美關係惡化，產生戰爭危機，羅斯福因而調遣大西洋部份艦隊進入太平洋，在這情勢下尼米茲於1907年7月8日受命指揮了迪凱特號驅逐艦，這時他僅有22歲，比其同時代、未來擔任要職的恩斯特·金恩（26歲）、雷蒙德·斯普魯恩斯（26歲）、威廉·海爾賽（30歲）指揮驅逐艦的年齡還要輕。然而在1908年7月7日，尼米茲指揮該艦進入菲律賓南部八打雁省的海灣時，因為判斷潮汐差和位置失誤，令該船擱淺於泥岸上，無法掙脫，尼米茲此時想起祖父常談的「不要為你無力改變的事所擔心」一話，就直接在甲板上搭了床睡覺。之後尼米茲被送至丹佛號巡洋艦（Denver）上進行軍法審判，因為其海圖上標示不明、加上尼米茲在指揮時所進行的補救措施以及初犯，令其判決減輕許多，收到了一封訓斥信（Letter of reprimand），並被解除了迪凱特號的指揮權。1908年12月，尼米茲搭乘遊騎兵號砲艇（Ranger）回國。

## 轉入潛艇部隊
1909年1月，他轉到了第1潛艇艦隊服務，成為潛水者號潛艇（Plunger）的艦長。此時的美國海軍潛艇技術僅剛起步不久，該艦也為美國海軍最早的一級潛艇。尼米茲和當時大部分的軍官一樣，希望於戰艦上服役，對於被派到潛艇一事相當失望，他形容潛艇是「儒勒·凡尔纳的幻想與座頭鯨的結合產物。」1910年2月2日，尼米茲轉至真鯛號潛艇（Snapper）擔任艦長。1911年10月10日，尼米茲跳過中尉，直接晉升為上尉，同時被任命為第3潛艇艦隊與獨角鯨號潛艇（Narwhal）的指揮官。尼米茲也開始研究潛艇動力的設計，他為美國海軍引入較為安全的柴油發動機，將原先易洩出毒氣和爆炸的汽油發動機去除，在其宣導下，尼米茲也逐漸成為海軍中潛艇動力的知名專家。1911年11月，他奉命到波士頓海軍工廠，協助裝修飛魚號潛艇（Skipjack）和作為該潛艇的艦長（儘管其尚未下水），就在這時期尼米茲結識了他未來的妻子—凱薩林·佛里曼。1912年2月14日，飛魚號潛艇下水服役，為美國海軍第一艘以柴油發動機為動力的潛艇。在1912年6月20日時，尼米茲至海軍學院講述以未來潛艇作戰方式為主題的演講，標題為《潛艇的攻防戰術》（Defensive and Offensive Tactics of Submarines），雖無熱烈迴響，但同年12月的《美國海軍學會會刊》還是有登出相關其演講文章。尼米茲當時認為潛艇應用於近岸防禦，而從未料想到德國海軍不久後將其用於攻擊海上貿易商船的作法。

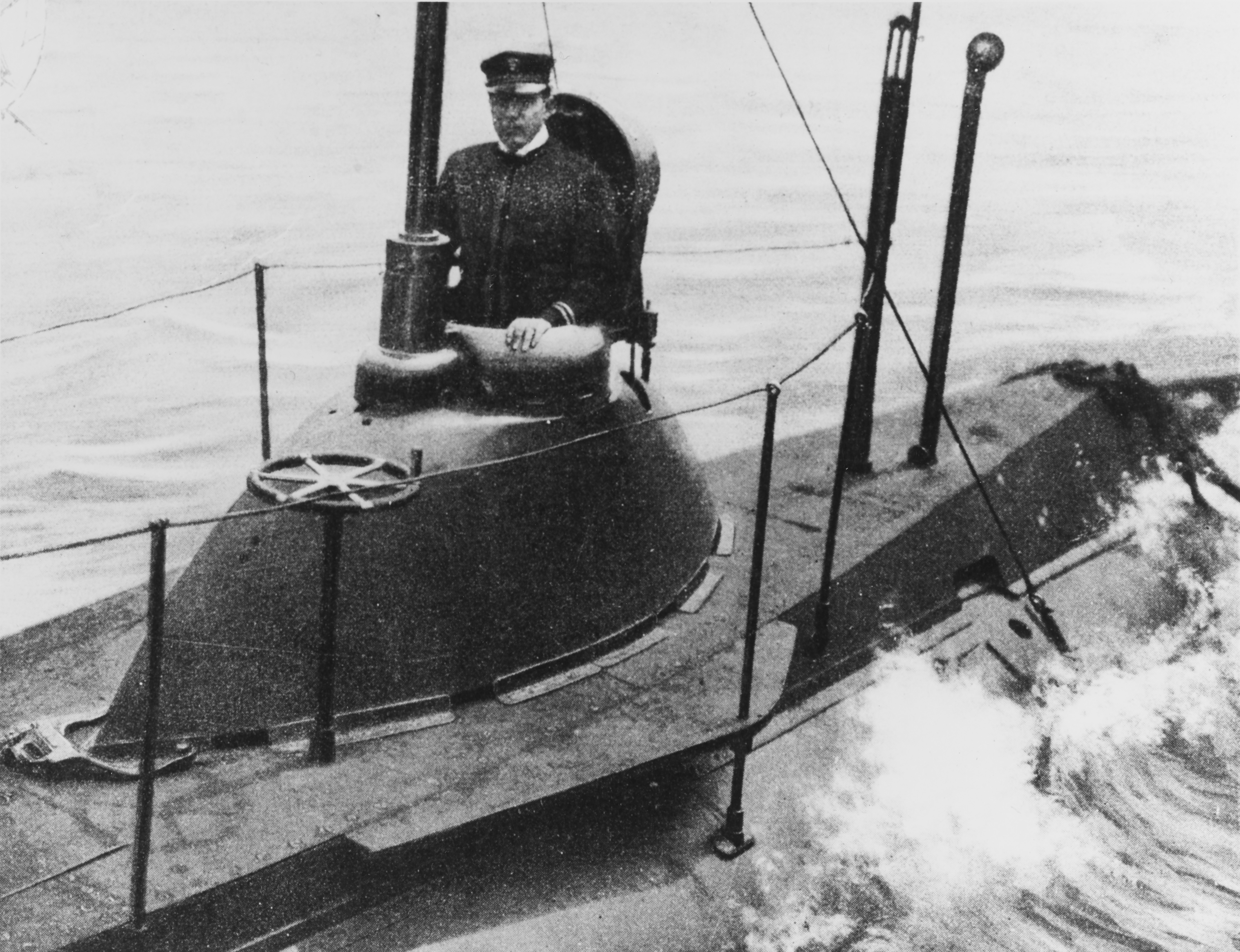
潛水者號潛艇，為美國最早擁有的潛艇之一。

1913年4月9日，尼米茲與凱薩林·佛里曼結婚。由於潛艇採用的新式引擎頗受好評，美國軍方開始想在大型水面艦艇安裝柴油引擎。然而其在這方面技術有限，因此於同年5月派遣尼米茲作為海軍代表前往德國MAN公司在紐倫堡和比利時根特學習柴油機技術。回國後，尼米茲前往紐約海軍造船廠監督莫米號油輪上安裝兩台2,600匹馬力的柴油發動機，該艦為美國海軍第一個搭載柴油發動機的水面艦艇。在這期間，美國柴油引擎製造廠也聽聞尼米茲對此技術的瞭解，派了人企圖說服尼米茲從海軍辭職，到他們公司工作，當時尼米茲海軍月薪為240元，外加40元的通勤費，而公司則提供了2萬5千元的年薪，並附上一份五年契約，但尼米茲以「不想離開海軍」為由拒絕了。1916年8月29日，尼米茲晉升少校。

## 第一次世界大戰至戰間期

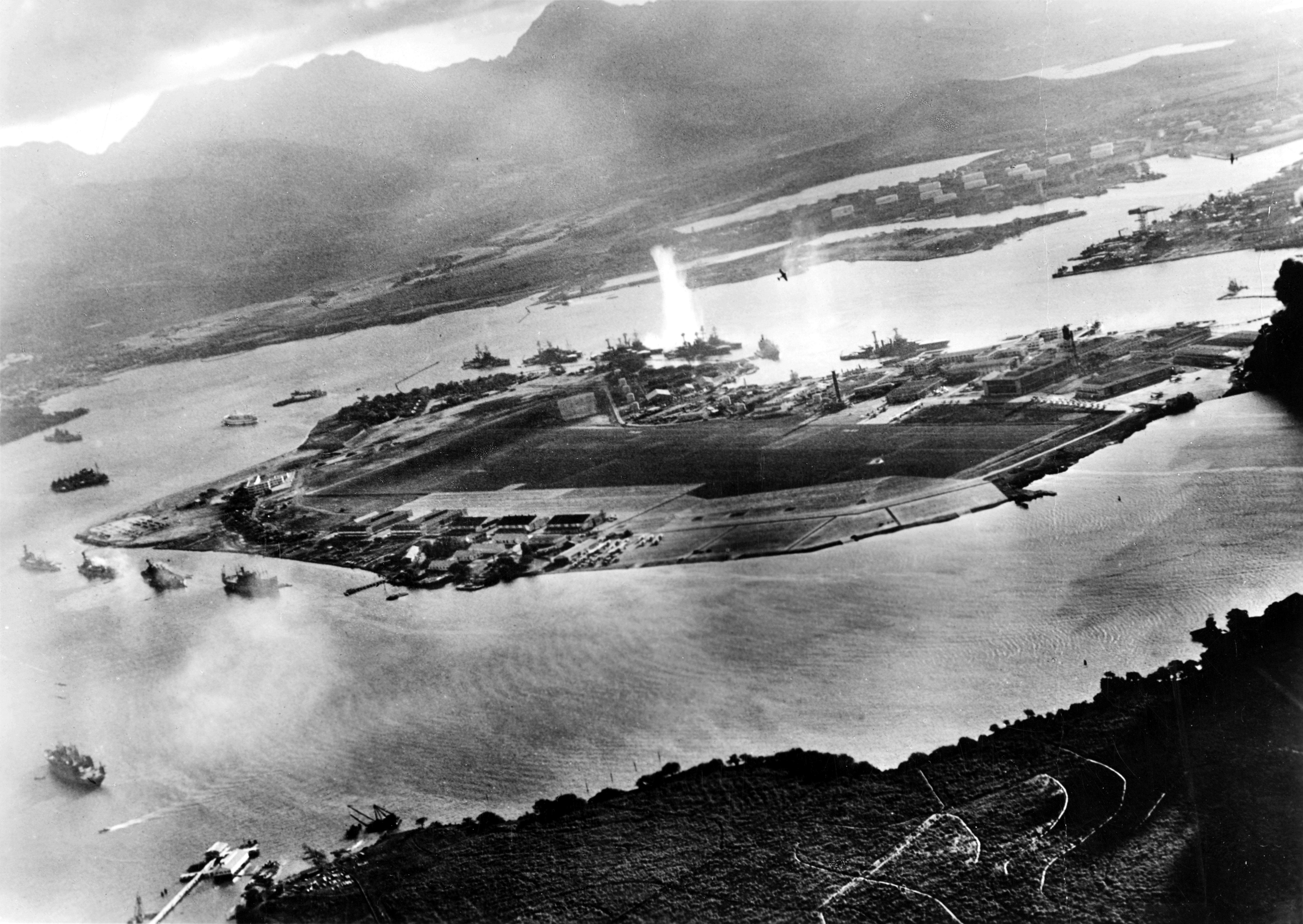
珍珠港，尼米茲於此建造該區第一個潛艇基地，太平洋戰爭時則在這裡指揮太平洋艦隊。

1917年4月16日，由於德意志帝國海軍U艇發動的無限制潛艇戰，美國對德宣戰。8月，尼米茲成為大西洋潛艇艦隊總司令塞缪尔·谢尔伯恩·罗比森少將（Samuel Shelburne Robison）的參謀，1918年2月時還升為參謀長，不久後戰爭即結束。一戰期間，尼米茲與羅賓森還曾一同前往歐洲，視察了法國與義大利的潛艇、反潛技術，並累積了海上加油的技術經驗，據尼米茲所稱，這對日後海軍打敗日本海軍功不可沒。
1918年至1919年秋季，尼米茲於海軍作戰部長辦公室中服務，並同時兼任潛艇設計委員會首席委員。1919年5月至1920年6月，尼米茲擔任南卡羅來納號戰艦的副長，不久後，尼米茲轉任負責監督在珍珠港以一戰剩餘的物資建造潛艇基地，並擔任第14潛艇支隊（Submarine Division 14）指揮官，他在同年年底晉升海軍中校。1922年夏天，尼米茲返回本國，前往纽波特的海軍戰爭學院授課。1923年6月，尼米茲成為戰鬥艦隊（Battle Fleet，太平洋艦隊前身）的副長與副參謀長，在這段期間，尼米茲也在以蘭利號航空母艦試驗航艦與其他艦隊協同作戰以及戰艦的圓形編隊（Circular Formation）。1926年8月，他去了美國加州大學伯克利分校建立了海軍第一個預備役軍官訓練小隊，並擔任教官。1928年2月，尼米茲晉升為海軍上校。1929年6月，尼米茲改指揮第20潛艇支隊。1931年6月，尼米茲改指揮參宿七號驅逐艦母艦，駐紮於加利福尼亞州的聖地牙哥。
1933年10月，尼米茲改指揮奧古斯塔號重巡洋艦，該艦佈署於遠東地區，並在12月成為亞洲艦隊之旗艦，尼米茲於1934年曾兩度拜訪日本，並參加了日本海軍大將東鄉平八郎在6月5日的國葬儀式。1935年4月，尼米茲以副海軍航海局長的身份回到美國本土，任職三年，後來又成為了第2巡洋艦支隊指揮官。1938年6月，尼米茲晉升海軍少將，同年9月，尼米茲改指揮第1戰艦支隊，並擔任了戰艦戰隊司令。1939年8月，尼米茲就任航海署署長。1940年4月，羅斯福總統要求太平洋艦隊總司令詹姆斯·理查森將艦隊自西岸移防至夏威夷，達到嚇阻日本的目的。李察森認為該區安全性和資源均不足，反對移防，羅斯福對李察森頻繁的遊說感到不耐，便將其解職，選擇尼米茲繼任，但尼米茲以自身「資歷不足」為由拒絕，最後由他的好友—哈斯本·金梅爾上將接任。

## 太平洋戰爭

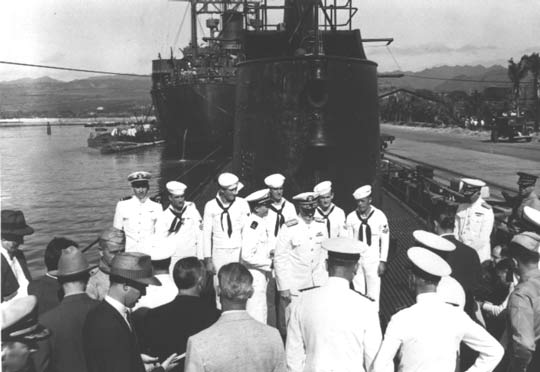
1941年12月31日，尼米茲於鱒魚號潛艇甲板上宣誓就任太平洋艦隊總司令。

### 就任太平洋艦隊司令
1941年12月7日，日本為掃除南進亞洲東南亞殖民地的阻礙和取得和談的有利位置，對美國太平洋艦隊停泊的珍珠港發動偷襲、癱瘓了大部分的太平洋艦隊力量，尼米茲當天自華盛頓家中收音機得知此消息。早在1930年代中期，尼米茲就和其子說過美國與日本將會有一場大戰，且會以「慘烈的奇襲」開始。12月16日，太平洋艦隊總司令金梅爾被解除了職務，而美國總統富蘭克林·羅斯福對當時的美國海軍部長威廉·富蘭克林·諾可斯說道：「告訴尼米茲，趕快到珍珠港去，待在那裡直到打敗日本人。」尼米茲因而於17日被任命為新的太平洋艦隊司令，並越級晉升四星上將，越過資歷比他久的28位將軍來擔任此職位，該任職命令於12月31日生效，在尼米茲自華盛頓趕來任職前，該職由戰鬥艦隊司令威廉·培伊（William S. Pye）代理。尼米茲對金梅爾所受的處分感到同情，認為這種事情無論是哪位將領來指揮當時的珍珠港都會發生。不久，由於日軍幾乎將港內船艦甲板破壞殆盡，尼米茲只能在鱒魚號潛艇（Grayling）甲板上宣誓就任太平洋艦隊司令。雖然美國官方對外宣稱日軍在珍珠港僅造成一艘奧克拉荷馬號戰艦受損，但尼米茲仍跟其妻坦言：「沒有人知道這件事，那整支艦隊都沉到海裡了。」
由於英美協定過「歐洲優先」的大戰略，當時情勢顯示出美軍必須要先擋下日軍的攻勢，並維持住美國至澳大利亞、珍珠港、薩摩亞群島、中途島之聯繫。此時的日軍橫掃東南亞各地，關島早在12月10日失守；威克島在12月23日投降；到1月初日軍潛艇又炮擊了美屬薩摩亞帕果帕果的基地，開始威脅南太平洋。在尼米茲的指令下，海爾賽的企業號及傑克·弗萊徹的約克鎮號編隊，一同掩護美軍的運兵艦，以增援薩摩亞。美軍陸戰隊在1942年1月23日安全登陸薩摩亞，但當日日軍開始登陸拉包爾，並迅速控制了整個俾斯麥群島的海域及空域。
由於美軍一直處於被動，士氣低落。已升任為美國艦隊總司令的金恩與尼米茲計畫派航空母艦反擊。大部分的軍官皆反對此計畫，因為這將使美國海軍唯一具有反擊能力的航艦兵力暴露於危險之下，且因為尼米茲並非海軍飛行員的出身，認為其沒有能力指揮航艦之作戰。事實上，薩拉托加號在1月3日遭日軍潛艇擊中，而要返回美國維修；而列星頓號的特遣隊在1月23日亦遭日軍潛艇攻擊，一艘油船沉沒，迫使支隊取消空襲威克島。然而尼米茲仍舊派企業號及約克鎮號空襲吉爾伯特群島和馬紹爾群島。雖然兩支編隊的空襲成效不佳，但稍微提昇了自戰爭爆發以來美軍節節敗退而低落已久的民心士氣，尼米茲也很快地讓海爾賽與媒體見面，讓他成為美國海軍打擊日本的代表性人物，並有了「公牛海爾賽」的綽號。
不過在2月初，日軍仍佔領了拉包爾全境，威脅到了南部的澳洲，而後者並未有足夠的實力抵擋其陸軍入侵部隊。同月21日列星頓號前往偷襲拉包爾時，又遭日軍發現，無功而返。金恩曾計畫派6艘以上的戰艦艦隊增援該區，但受到尼米茲的反對，後者指出這些戰艦僅有21節速度，難與34節的航艦並肩作戰，且無足夠的巡洋艦和驅逐艦可供掩護，攻擊手段上航艦效率也遠勝戰艦的艦砲，在經過與金恩的討論後，後者的計畫被否決，取而代之的是個空襲威克島和艾尼威托克群島的計畫，試圖將日軍視線轉移到中太平洋。23日日軍以強大的航艦兵力空襲了達爾文港後，尼米茲命企業號先後空襲威克島及南鳥島，但效果仍然不佳。不過日軍在3月將航艦調往空襲印度洋，暫時緩解了南太平洋的壓力。3月10日，尼米茲命令列星頓號及約克鎮號一同空襲失守不久的萊城及薩拉馬瓦，以打擊立足未穩的日軍，但日軍的損失輕微。

### 珊瑚海海戰

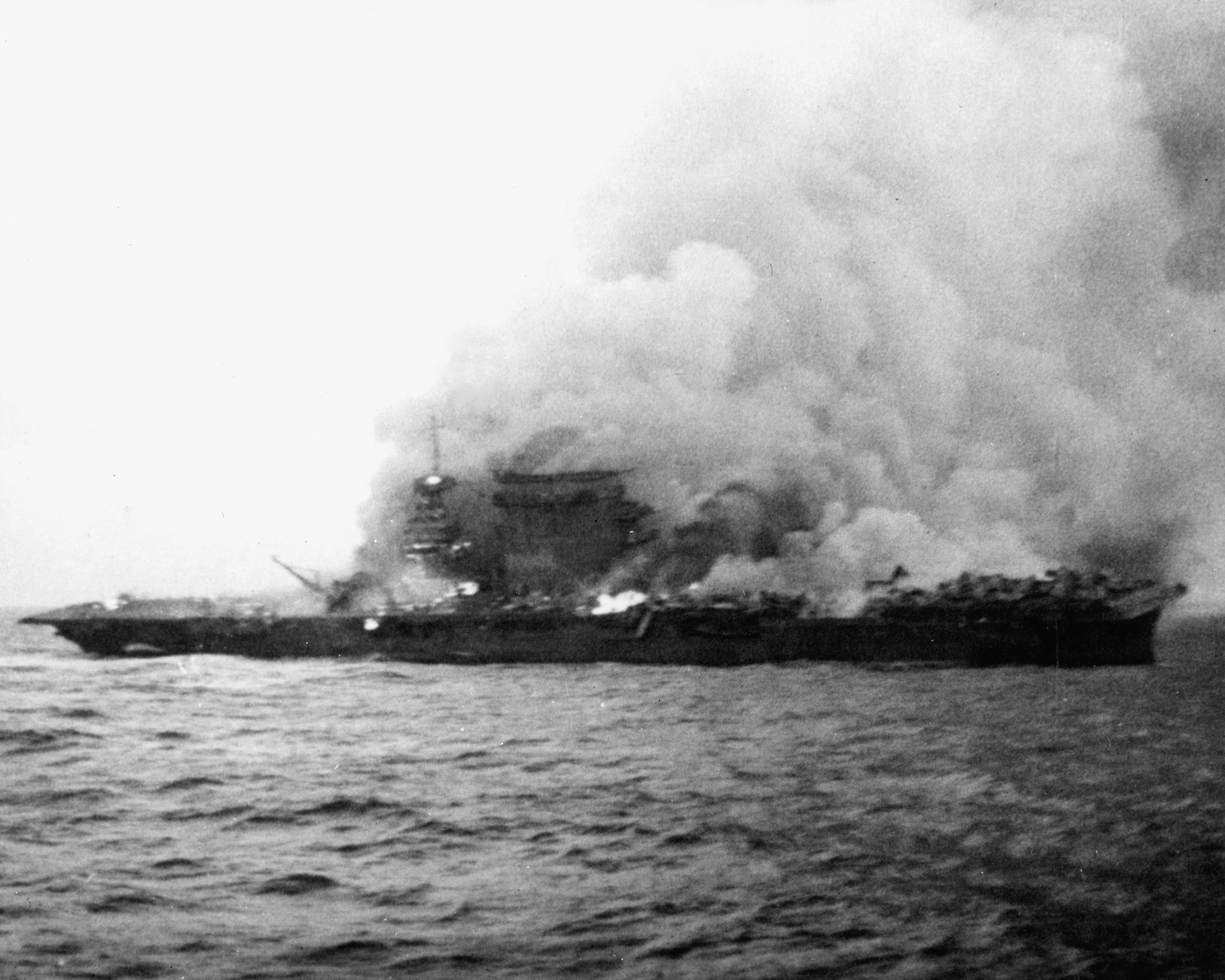
珊瑚海海戰中被日軍炸彈與魚雷擊中而燃燒的列星頓號航空母艦

1942年3月24日，在道格拉斯·麦克阿瑟自菲律賓撤退到澳洲不久後，英美聯合參謀長機關制定了美國在太平洋戰區的責任分配，6天後，美國参谋长联席会议將太平洋戰區劃歸成：北太平洋戰區（由罗伯特·西奥博尔德 (Robert A. Theobald) 指揮）、西南太平洋戰區（由麥克阿瑟指揮）、南太平洋戰區（由培伊指揮）和中太平洋戰區（由尼米茲指揮），尼米茲同時也被任命為太平洋戰區最高指揮官（Commander in Chief, Pacific Ocean Areas：簡稱「CINCPOA」），控制該區盟軍的陸海空全部部隊，並身兼兩職。另外，尼米茲雖然也以潛艇試圖破壞日本海上交通線，但所效甚微，一直到同年4月才擊沉一艘驅逐艦、3艘潛艇和20艘商船，其中商船僅4艘超過6,000噸，難與大西洋上德國海軍的潛艇艦隊效率相比，使尼米茲相當地失望。這些不令人滿意的戰果讓羅斯福總統堅持要發動對日本本土的轟炸攻擊，雖然海軍因為航艦轟炸機航程太短而自二月擱置著，陸軍卻以決定施行此計畫，3月19日，陸軍上校唐那·鄧肯即向尼米茲報告此計畫，將於東京以東500海浬處讓航艦上的B-25轟炸機起飛，轟炸東京後在降落至中國機場，即是後來著名的「杜立德空襲」，尼米茲將太平洋艦隊所有的三艘航空母艦中的兩艘用於此行動（分別為大黃蜂號：搭載B-25執行轟炸，以及由海爾賽指揮的企業號負責護航），雖然結果對日本造成的具體損害有限，但在其心理層面上打擊甚大，以致爾後影響其戰略，決定擴大太平洋勢力範圍。
然而才剛派出攻擊東京的特遣艦隊，尼米茲就感到後悔了。4月18日，澳洲無線電情報站接獲日本海軍以兩艘航空母艦和祥鳳號輕型航空母艦為主力的艦隊即將進入珊瑚海的情報，而此時尼米茲可用的四艘航艦兵力中的兩艘以及手下他認為戰術能力最佳的海爾賽卻正執行一個象徵性的行動。尼米茲迅速地判斷日軍的目標，確認其為控制新幾內亞東部，將在5月3日攻擊莫爾茲比港，以摧毀盟軍抵擋日軍對澳攻勢的最後一個主要基地。雖然海爾賽的艦隊在25日已返抵珍珠港，但必須留港休整五日，才可再次出海，難以趕到南太平洋；故此尼米茲在4月26日命令在努美阿附近的第17特遣艦隊指揮官—傑克·弗萊徹保護莫爾茲比港，並在5月1日與奥布里·菲奇（Aubrey Fitch）少將的列星頓號於新赫布里底群島外海會合。4月30日，海爾賽指揮的兩艘航艦趕往南太平洋，但最終趕不及參加海戰。經過5月4日至8日的連番搜索與交戰後，日軍損失了祥鳳號，翔鶴號航空母艦遭重創，並與瑞鶴號航空母艦一同撤走；而美軍則損失了列星頓號航空母艦，約克鎮號受損。雖然日軍在此戰獲得戰術上的勝利，以一艘輕型航艦換取了美軍一艘重型航艦；但美軍卻取得了戰略上的勝利，不但阻止了日軍向南太平洋擴張，更使日軍兩艘重型航艦暫時無法作戰，並消滅了日軍多名經驗豐富的飛行員，對之後的中途島戰事結果有所影響。此外，尼米茲對弗萊徹的看法有所改變：在珊瑚海海戰之前，尼米茲與多數海軍持相同意見，認為弗氏的進取心不足，但在珊瑚海海戰後卻讚許弗氏「高明地使用了提供的情報，贏得了一場對盟軍有決定性和長遠影響的勝利。」更欲拔擢其為中將及頒授勳章，然而金恩卻拒絕了尼米茲的推薦。

### 中途島海戰

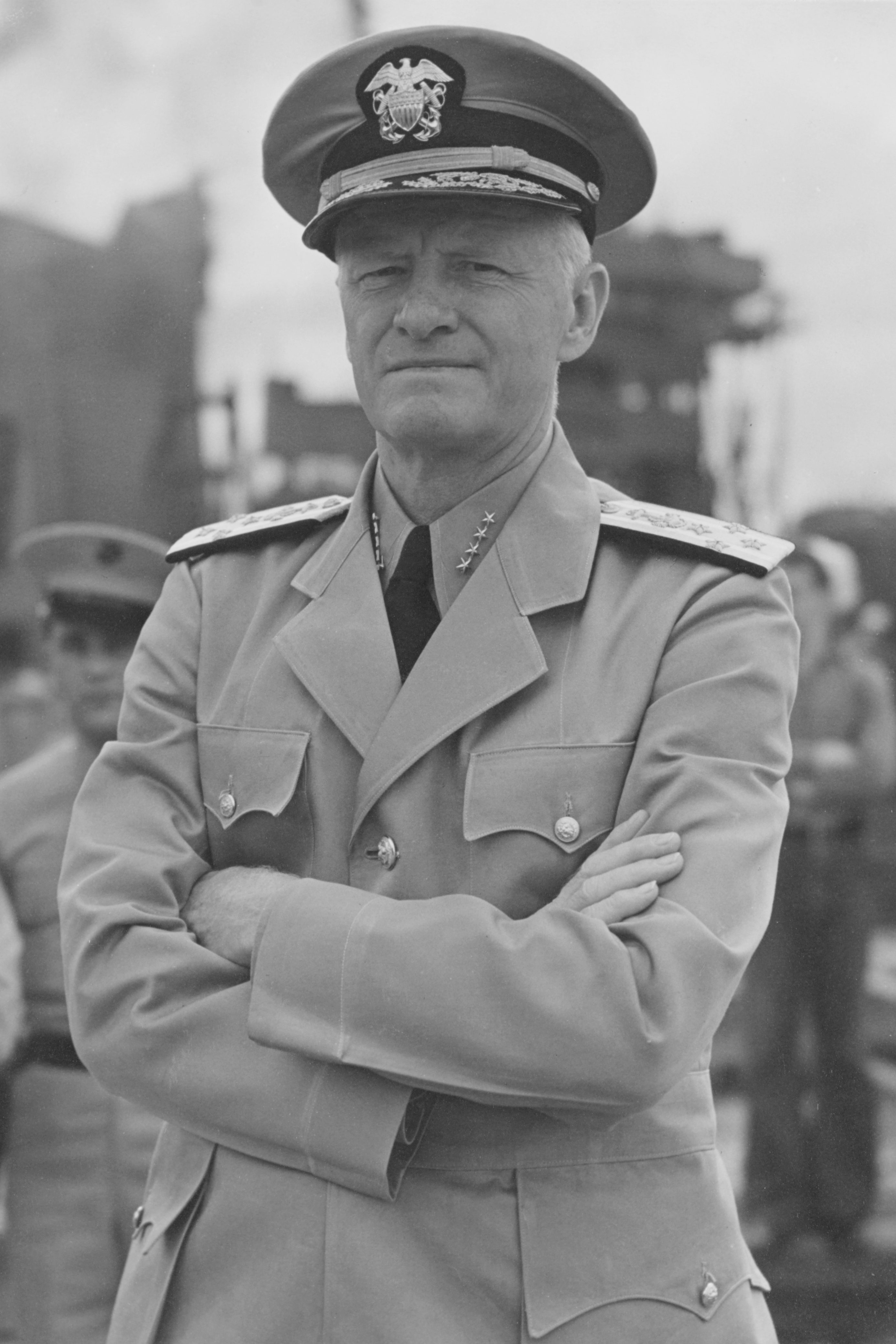
1942年的尼米茲

在珊瑚海獲得勝利後，美軍即判斷日軍下一個攻勢將於何處發動。在5月第二周時，约瑟夫·罗奇福特（Joseph Rochefort）與其幕僚接獲大量日軍艦隊集結於本土與馬里亞納水域的消息，他們判斷日軍的目標為中途島，其為美國擋在日本前方保護珍珠港的島嶼，到目前為止，日本在執行攻勢作戰時沒有繞過難攻要塞島嶼的跡象，尼米茲同意羅切福特的判斷，但單就如此的資訊並無法說服其他人，美國陸軍認為日本下一個目標是空襲舊金山，因此不同意尼米茲抽調其擁有的轟炸機、西南太平洋戰區司令麥克阿瑟認為日軍會繼續攻擊新幾內亞，而英軍則無視其他相反的證據，宣稱日軍將進攻印度洋，各方意見爭執不休，並為強化己方的實力而宣稱該區為日軍的目標。然而在情報的取得上，羅切福特注意到，日軍在1942年3月曾經派遣過自馬紹爾群島起飛，前往珍珠港嘗試進行攻擊的飛機，而這幾架飛機還曾在中途島附近的一個小礁湖以潛艇加過油，同時也發出「要避開來自AF地區的偵察機」的警訊，他判斷「AF」很可能是指中途島，但僅僅如此還不足以讓所有人信服。5月10日，羅切福特在獲得尼米茲的同意後拍了一通明碼傳遞的假電報：「中途島的淡水蒸餾機故障」，2天後，日軍果然發出「AF地區缺乏淡水」的資訊，至此羅切福特的推測終於獲得證實，日軍攻擊目標確定是中途島。在羅切福特幕僚的努力下，日軍包括戰鬥序列、攻擊時間與行動都已被美軍所破譯。
尼米茲趕緊下令中途島進入「反艦隊登陸」狀態，開始集中艦隊。尼米茲獲知日軍將以中途島為主要目標，並會在之前先進行對阿留申群島的佯攻，尼米茲決定以小規模兵力來牽制日軍側翼；潛艇方面，尼米茲將它們配至為弧形佈署於中途島以西用來攔截日軍；至於在珊瑚海受損的約克鎮號航空母艦則在尼米茲的要求下，於珍珠港在72小時內修到可出海作戰的程度；中途島當地尼米茲亦前去視察，給予當地指揮官提出的物資，把中途島建設成了一個堅強的反登陸要塞，尼米茲亦把115架飛機（自當時美國海軍最先進的TBF復仇者式轟炸機至老式的F2A戰鬥機都有）、海軍陸戰隊士兵轉駐中途島。尼米茲任命了當時因病無法指揮作戰的海爾賽選定的雷蒙德·阿姆斯·斯普魯恩斯指揮第16特遣艦隊（以企業號和大黃蜂號兩艘航空母艦為核心編組）、獲得前者信任的弗萊徹則指揮第17特遣艦隊（以約克鎮號為核心）。日軍方面，山本五十六意圖以進攻中途島引出美軍主力進行決戰予以摧毀，因此聯合艦隊傾巢而出，投入近200艘軍艦，其中有4艘航空母艦、無數戰鬥經驗豐富的飛行員和以大和號戰艦為首的戰艦艦隊。尼米茲未被日方的佯攻迷惑才可集中航空母艦與後者主力對抗，將航艦實力拉到僅3比4（另外中途島亦可作為一個「不沉的航空母艦」），並將兩支特遣艦隊佈署到中途島東北處海域，要在日軍對中途島攻擊完後需補充彈藥時自其側翼突襲。
中途島戰役的結果最終在美軍的幸運、密碼破譯和戰地指揮官的將才下獲得了決定性勝利，南雲忠一率領的4艘航空母艦全軍覆沒，而美軍則因為日軍艦載機與潛艇的攻擊而損失了約克鎮號。這次戰役的結果對日軍是一個致命打擊，他們損失了眾多開戰以來征戰四方且經驗豐富的精銳飛行員，和難以補充的大型航艦，重創了他們在太平洋發動戰略攻勢的能力。尼米茲因為中途島的勝利而獲得了世界多國（除了軸心國）的道賀，而他也將其所獲之榮譽分享給他人，但其推薦立下大功的弗萊徹再度被金恩拒絕授勛（關於金恩對該人的態度，詳見弗萊徹的條目）。在6月6日的公報上，尼米茲發表了一則帶有雙關義的宣言：「我們已為珍珠港那筆帳報了一些仇。直到日本的海上武力被全部毀滅之前，復仇都未完成。我們在那方向已有重大發展。當我們聲稱說我們已達到通向那目標的中途時，或許不會有人責怪我們。」

### 瞭望台行動及瓜達康納爾

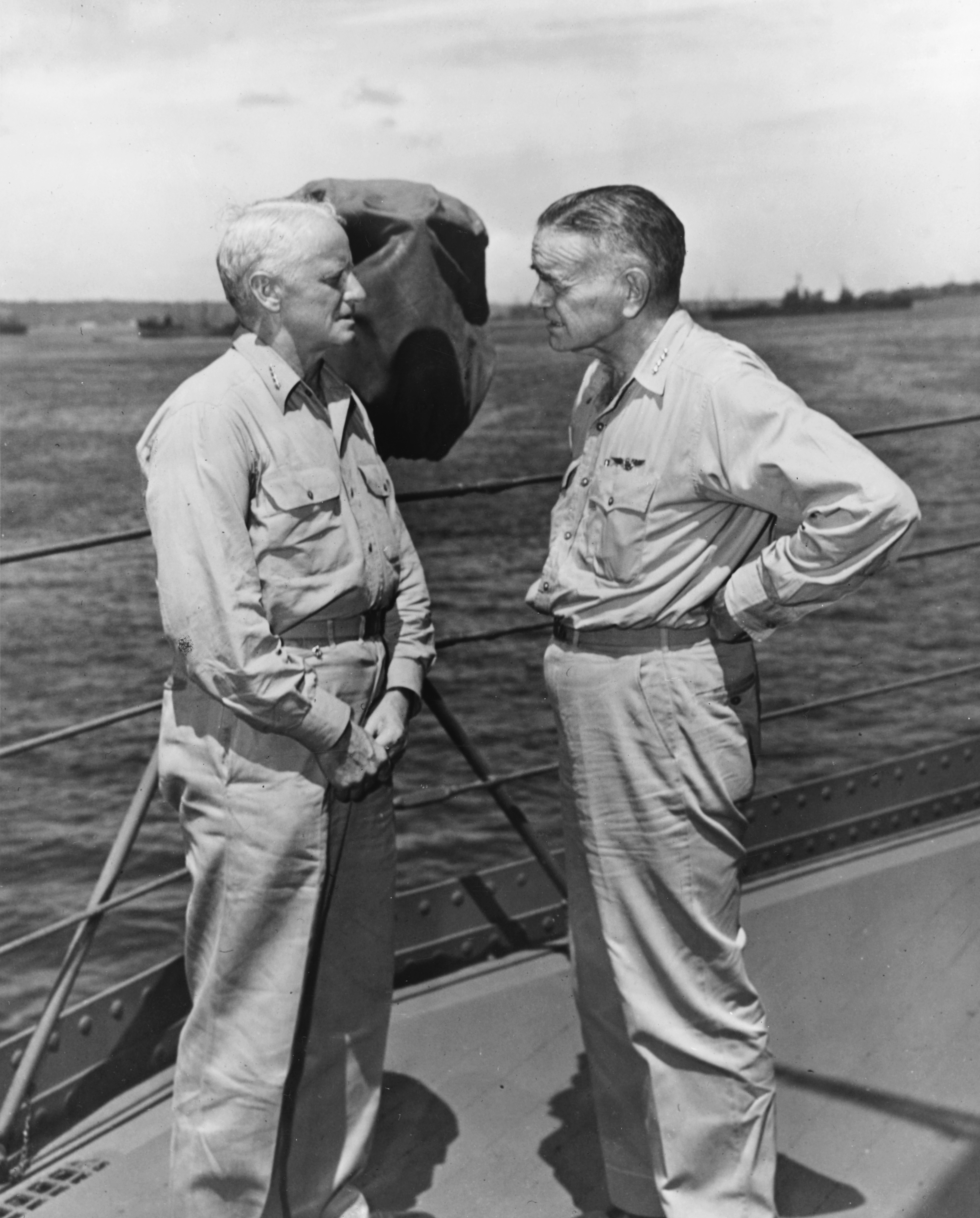
尼米茲與海爾賽（右），後者在瓜島戰役期間接任了盟軍南太平洋戰區司令的職務

中途島海戰後不久，斯普魯恩斯開始擔任尼米茲的參謀長，美軍隨即計畫在所羅門群島反攻。麥克阿瑟先提議直接進攻拉包爾，但其時日軍的守備仍然堅固，美軍的勝算不大；而金恩則建議先派部隊重奪图拉吉岛，建立一個先遣基地，然後再徐圖拉包爾，並沿著所羅門群島反攻。喬治·馬歇爾起初欲將行動指揮交由麥克阿瑟全權負責，但金恩卻指出當時只有海軍陸戰隊可以及時參與行動，兼且只有海軍的航空母艦能提供有效空中掩護，認為應將行動指揮交由尼米茲負責；而麥克阿瑟則負責登陸後的陸上作戰。金恩最終說服了馬歇爾，並帶同參謀長聯席會議的人員到三藩市，命尼米茲前來商討行動安排。尼米茲在6月30日飛抵阿拉米達，但飛機卻因故障要在水面迫降，所幸尼米茲僅受輕傷。會議後美軍制訂了三項作戰方案：第一，在8月1日開始瞭望台行動，攻取聖克魯斯群島及圖拉吉，由尼米茲的太平洋艦隊負責；第二，瞭望台行動後，由麥克阿瑟負責攻取整個所羅門群島、萊城、薩拉馬瓦及巴布亞等地；第三，麥克阿瑟完成第二項任務後，派軍重奪拉包爾及新幾內亞。
然而美軍的計畫很快就遭打亂。7月5日，美軍一架偵察機發現日軍正在瓜達康納爾島興建機場（即後來的亨德森機場）。若果美軍如期在8月1日開始瞭望台行動，登陸圖拉吉的美軍必會遭到南方瓜島的日軍飛機攻擊，而美軍卻只有航空母艦可提供充足的空中掩護。故此，麥克阿瑟在8日向馬歇爾提出暫緩行動；然而金恩卻堅持冒險行動，並派軍同時登陸圖拉吉及瓜島，奪取興建中的機場，以阻止日軍繼續進攻。8月7日及8日，美軍開始登陸圖拉吉及瓜島，瓜達爾卡納爾島戰役正式展開。稍後海軍雖接連在薩沃島海戰及東所羅門海戰阻止了日軍增援瓜島，但美軍在陸上的戰鬥仍舊進展緩慢。
10月15日，尼米茲在與幕僚討論後，終於決定撤換其好友罗伯特·戈姆利（Robert L. Ghormley），改命海爾賽接任為南太平洋戰區司令，並再調派更多軍艦及士兵到南太平洋。其時盟軍在北非的火炬行動即將開始，亨利·阿諾德曾要求集中陸軍航空隊的兵力到歐洲，暫緩增援瓜島；但金恩及麥克阿瑟卻指此舉勢必使瓜島美軍陷入災難。最終羅斯福決定瓜島必須優先增援。不久，聖克魯斯群島戰役爆發，美軍再損失了一艘航空母艦大黃蜂號，但同時日軍在瓜島的攻勢卻開始停頓；美軍開始逐步扳回形勢。接著日本接連在瓜達爾卡納爾海戰及塔薩法隆加海戰損失更多艦隻，並在年底決定撤出瓜島。1943年2月，瓜島戰役終於結束。

### 俾斯麥群島及阿留申群島

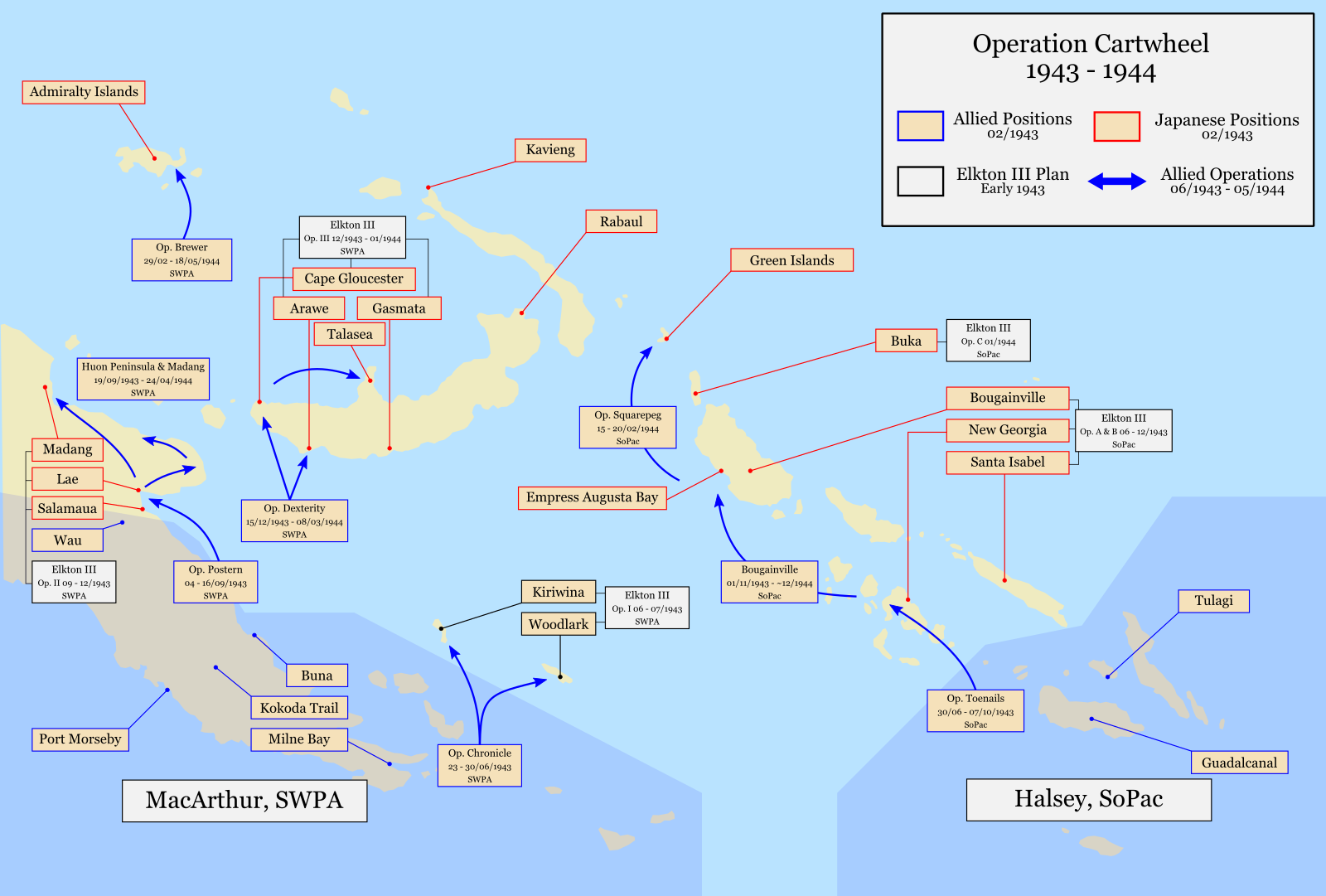
麥克阿瑟的「西南太平洋戰區」與海爾賽「南太平洋戰區」部隊協同實施「車輪行動」，一步步封鎖拉包爾方面的日軍。前者以「編年史行動」攻取南方伍德拉克島和基里維納島、沿新幾內亞島北上與日軍第18軍交戰收復各要地、封鎖休恩半島，自左翼迂迴新不列顛島；後者則自瓜島沿西北方向進攻新喬治亞島、布干維爾島，布干維爾島戰役發動後，麥克阿瑟隨即登陸新不列顛島，後又攻打海軍部群島戰役，海爾賽也一併攻佔格林島、卡維恩。最終拉包爾陷入東西夾擊之下，島上13餘萬日軍向週邊增援與補給路線被封鎖，美軍圍而不戰直到戰爭結束。

在瓜島戰役同時，麥克阿瑟與澳洲軍隊亦在巴布亞及新畿內亞與日軍接連交戰，經過科科達小徑戰役，阻止了日軍重奪莫爾茲比港，同時也為陸軍航空隊提供了先遣基地。接著盟軍發動布納-戈納戰役，在傷亡慘重下再次告捷，並在瓦烏戰役阻擋了日軍的登陸攻擊。為扭轉形勢，3月日軍從拉包爾派出部隊，乘登陸艦增援萊城，但這批軍艦幾乎全數在俾斯麥海海戰中遭盟軍擊沉。
此段期間，尼米茲及其參謀一直在籌備下一波攻勢。在北太平洋方面，尼米茲於1942年12月同意重奪阿留申群島的安奇卡島（在中途島海戰後被日軍佔據），並在1943年1月4日任命托馬斯·金凱德為北太平洋艦隊司令，取代與陸軍不和的特奧巴登。阿留申群島最終在1943年10月被美國所收復。
然而戰爭發展仍決定於南太平洋。早在1943年1月，尼米茲等便考慮過多項作戰方案，包括直接攻擊拉包爾、以「跳島戰術」避過所羅門群島上數個日軍要塞、或是攻打小笠原群島。第一項方案預計將會造成美軍大量的損傷，故很快地遭到否決；第二項方案則可以考慮；而第三項則過於冒險。1月23日，尼米茲到努美阿會見海爾賽，商討未來的攻勢方向。雖然當時日軍早已撤出瓜島三星期，但盟軍尚未得悉，故海爾賽等多數軍官均認為戰事仍會持續一段時間，然而尼米茲指出瓜島只為一臨時基地，嚴令不可興建永久軍事設施，所有士兵必須準備隨時進攻。
3月初，麥克阿瑟及海爾賽的參謀到珍珠港再作商討，其中海爾賽一方建議在4月攻取新喬治亞島的蒙達角；而麥克阿瑟一方則建議海爾賽延遲行動至5月，待盟軍先清剿侯恩灣的日軍，並在特羅布里恩群島興建機場。3月29日，參謀長聯席會議決定採用了麥克阿瑟的方案，其作戰任務為：一、在特羅布里恩群島興建機場；二、攻佔萊城及薩拉馬瓦等地，以及佔領西新不列顛省；三、攻取所羅門群島及布干維爾島。行動以麥克阿瑟為戰略總指揮、海爾賽為前線戰術指揮，而尼米茲則繼續指揮太平洋艦隊。為避免編制上的混亂，金恩將各支艦隊重新命名：海爾賽的南太平洋艦隊更名為第3艦隊；中太平洋艦隊更名為第5艦隊（8月起由斯普魯恩斯指揮）；西南太平洋艦隊（又暱稱為「麥克阿瑟的海軍」）更名為第7艦隊。
除了所羅門群島之外，盟軍亦開始計畫反攻菲律賓。金恩在1943年2月9日便曾詢問尼米茲對攻打吉爾伯特群島及埃里斯群島的看法，但尼米茲認為計畫言之尚早，應等待所羅門群島戰事取得進展、以及中太平洋艦隊實力加強後，才再作打算。當盟軍摩拳擦掌之際，日軍亦在準備反攻。經歷連串失敗後，山本發動了伊號作戰，在4月7日起多次派轟炸機攻擊美軍的登陸艦，使美軍攻勢有所延誤。但與此同時，山本到前線巡視的消息為美軍所截獲。經羅斯福及尼米茲等人的批准下，美軍在4月17日執行復仇行動，伏擊並殺死了山本。接著數個月，盟軍在所羅門群島緩慢前進。由於進度緩慢兼且日軍防禦堅固，8月，美軍首次在南太平洋施行跳島戰術，繞過科隆班加拉島，而進攻維拉拉維拉島；9月，美軍又攻取了萊城及薩拉馬瓦。
1943年中旬同時是太平洋潛艇戰的轉捩點。尼米茲先在6月31日下令潛艇部隊停止使用經常失效的Mk 14型魚雷磁力引信，並支持太平洋艦隊潛艇指揮官查爾斯·洛克伍德（Charles A. Lockwood）為魚雷作官方測試，徹查其經常失效的原因。此前海軍武裝部（Bureau of Ordance）一直指魚雷沒有問題，而歸咎於潛艇艦長的技術；但經過洛克伍德在8月31日於珍珠港的測試，海軍武裝部終於承認錯誤，並即時改進魚雷。9月首批太平洋的潛艇終於換上了改良的Mk 14魚雷，其攻擊效率即時大幅改善，一洗1942年初的頹風，使日本的海上補給線損失大增。

### 通往菲律賓之路

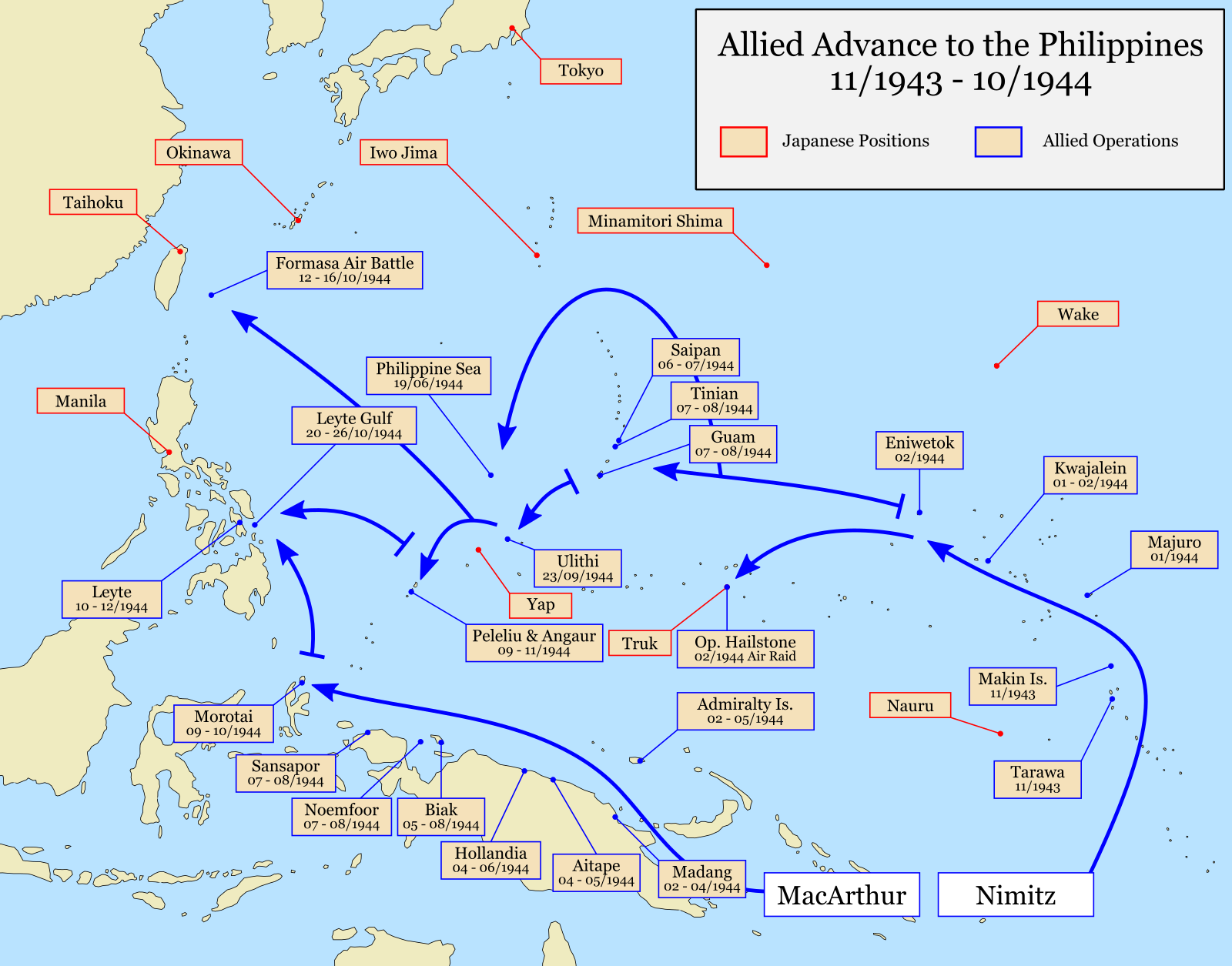
尼米茲的中太平洋軸線與麥克阿瑟的新幾內亞－棉蘭老島雙軸線：所羅門群島戰役後，盟軍兵分兩路前往菲律賓。在尼米茲的準確判斷下，斯普魯恩斯的第5艦隊先登陸了吉爾伯特群島、馬紹爾群島、加羅林群島自，謹慎選擇攻擊目標。與此同時，麥克阿瑟在攻海軍部群島後，登陸荷蘭地亞，開始西新幾內亞戰事。不久第5艦隊開始進攻馬里亞納群島。接著麥克阿瑟計畫攻打莫羅泰島，而第5艦隊則前往雅蒲島，但海爾賽在最後關頭提出攻打雷伊泰島，並先後獲尼米茲、麥克阿瑟及盟軍准許。這使第5艦隊最終改為攻打貝里琉及安加爾，使中太平洋與西南太平洋兩戰區的雙軸進攻路線於10月在雷伊泰島會合。

隨著美軍加速反攻，吉爾伯特群島再次成為盟軍戰略的討論焦點。在盟國參謀長聯席會議中，曾有建議使用滇緬公路補給，並以香港為反攻日本的橋頭堡，再以中國東部為空軍基地，轟炸日本本土。不過其時滇緬公路已被日軍佔據，盟軍只能以海路運輸物資到香港，故此必須有海軍進入南中國海護航。但當時日本聯合艦隊實力雄厚，皇家海軍能否突破馬六甲海峽亦成疑問。故此，若要落實此計畫，美國海軍必須沿著印尼的蘇拉威西島及蘇祿海（即畿內亞－棉蘭老島）軸線進攻，以盡快進入南中國海，然後與英軍會合後再往北進攻。麥克阿瑟認為盟軍在攻下新幾內亞後，可以藉由一連串的兩棲行動繞過對方堅守的島嶼，並得到「不可或缺」的陸基飛機的支援，同時他也以中途島的例子指出，在攻擊一個有堅守的島嶼時會有怎樣的結果，一旦收復了菲律賓，盟軍即可在最快速度下威脅到日本與東南亞之間運輸資源的路線，阻止其擴大戰爭，並聲稱美國在道義上亦有收復菲律賓的責任。
然而尼米茲卻偏好由中太平洋軸線進攻，貫穿整個密克羅尼西亞群島到菲律賓，主張中太平洋可更加有效利用龐大的航艦兵力，免得擠在所羅門與俾斯麥群島狹窄的海域中，並可以海上補給的方式維持特遣艦隊的戰鬥力，且若不管日軍所駐守於中太平洋上的島嶼，將使新幾內亞-菲律賓軸線進攻行動上受到側翼攻擊，另外這樣也會使日軍易預測出下個美軍進攻目標、加強防禦使傷亡人數更多，更重要的是，海軍不願意調撥珍貴航艦兵力供麥克阿瑟所使用；盟軍會議上亦有意見指出，若果單以一道軸線進攻，則日本必然可以集中防守，造成嚴重損失。
盟軍參謀長聯席會議在1943年5月於華盛頓的「三叉戟會議」後，訂立了初步作戰方案：第一，盟軍將同時從緬甸、幾內亞－棉蘭老島軸線及中太平洋軸線進攻；第二，皇家海軍將集中重開馬六甲海峽，而美國海軍則負責奪回菲律賓；第三，接著盟軍將會配合蔣中正的中國軍隊，重奪香港，並控制南中國海；第四，在中國興建空軍基地；第五，派B-29轟炸機進駐中國，轟炸日本本土，並預備入侵日本。1943年6月中，美國參謀長聯席會議命尼米茲草擬在11月攻擊馬紹爾群島的計畫。但尼米茲未及回覆，聯席會議在6月17日自行草擬了作戰方案，計畫在12月攻取瓜加林、沃特傑環礁及馬洛埃拉普環礁，同時攻打部分吉爾伯特群島。尼米茲的參謀對此計畫不抱期望，認為攻佔馬紹爾群島前，必須先佔領吉爾伯特群島，以免遭日軍夾擊。事實上，早在1943年1月，尼米茲已多次命駐夏威夷的陸軍偵察機到吉爾伯特群島，發現日軍在1月底開始於塔拉瓦外圍島嶼貝蒂奧島上興建跑道，而馬金島在2月中已有運作中的海上飛機基地；到4月陸軍在富納富提的機場更遭到瑙魯的日軍飛機攻擊。
邱吉爾同樣不滿意三叉戟會議的方案。在擊潰德國前，皇家海軍根本無法抽身到西太平洋，去突破馬六甲海峽；同時，邱吉爾亦不相信蔣中正有能力協助盟軍重開滇緬公路，以致反攻日本，方案很快又遭駁回。到8月20日，尼米茲向美國國參謀長聯席會議提交作戰方案，建議同時奪取瓜加林、沃特傑及馬洛埃拉普，但聯席會議提認為尼米茲的提案過於保守，又再作改動。
8月24日，盟國在魁北克市的「四分儀會議」後，終於向羅斯福及邱吉爾提交了最後作戰方案，將中太平洋的戰事分為六階段。第一為吉爾伯特群島及瑙魯；第二為馬紹爾、威克島及科斯雷；第三為波納佩；第四為中加羅林群島與特魯克環礁；第五為帛琉及雅浦島；第六為馬利亞納群島。而麥克阿瑟則在攻取阿得米拉提群島與孤立拉包爾後，在8月攻打荷蘭地亞及多貝拉伊半島，以致整個西新畿內亞，逐步前往菲律賓。美國聯席會議將報告轉發給太平洋司令部，並下令先執行首兩階段攻擊。
然而尼米茲及其參謀即時對計畫有異議。由於瑙魯易守難攻，戰略價值又不大，對進攻塔拉瓦亦無甚幫助；擔任第5艦隊兩棲軍軍長不久的霍蘭·史密斯，更指出就算美軍派一個師的兵力，亦難以攻佔該處。故此尼米茲請求修改作戰計畫，改為進攻馬金島，並獲得金恩支持。9月27日，美國參謀長聯席會議批准了尼米茲的修改。至此，收復菲律賓的計畫基本上塵埃落定：麥克阿瑟與海軍分成兩線同時進攻，其中前者以畿內亞－棉蘭老島軸線攻擊；後者以中太平洋軸線作階段性進攻。

### 由所羅門群島到馬紹爾群島
當美國指揮部為未來戰略爭持不休之際，所羅門群島的戰事仍在持續。1943年9月底，麥克阿瑟及海爾賽決定進攻布干維爾島，以進一步孤立拉包爾第6冊。接任山本的聯合艦隊司令古賀峰一則估計美軍的最終目標為攻擊拉包爾，故此在9月30日下令，將聯合艦隊的艦載機全部調到拉包爾增援，並打算仿效山本的若號作戰，派轟炸機去攻擊美軍登陸艦。此時尼米茲仍在珍珠港後方調度太平洋艦隊，並命新近服役的艾塞克斯號等航空母艦空襲威克島等島嶼，以訓練艦上航空團。10月5日美軍空襲威克島後，古賀即時派偵察機到珍珠港，發現港內有四艘航空母艦，誤以為尼米茲打算集中兵力到中太平洋，連忙將聯合艦隊由特魯克駛至埃尼威托克警備，使增援拉包爾的計畫被迫延期。此舉無意中為麥克阿瑟的陸軍航空隊提供了機會，得以猛烈打擊拉包爾的日軍空中力量。當古賀發現尼米茲根本無意派艦隊經中太平洋進攻，則更堅信美軍下一個目標為拉包爾。11月1日聯合艦隊的艦載機終於增援了拉包爾，並在2日與陸軍航空隊激戰。
同是11月1日，盟軍登陸奧古斯塔皇后灣，布干維爾島戰役爆發。接著11月15日，尼米茲派新成立的航空母艦編隊，前往空襲拉包爾，進一步削弱了該處的空軍力量。到19日塔拉瓦戰役爆發，拉包爾的日軍飛機已經無力阻止美軍登陸。美軍最終在月底徹底佔據了塔拉瓦及馬金島。
塔拉瓦戰役後，太平洋司令部即時預備攻打馬紹爾群島。由於美軍在塔拉瓦的登陸戰傷亡慘重，史密斯建議以後發動兩棲登陸戰前，必須搜集精確情報，並增加更多登陸艦與護航驅逐艦、加倍派戰艦及艦載機轟擊環礁的設施，以及訓練炮手及飛行員等等，盡量使登陸部隊可在短時間內佔據島嶼，減少損失。這些提議先後獲斯普魯恩斯及尼米茲准許，但由於登陸艦及各項準備需時，登陸馬紹爾群島的計畫只好延期至1944年1月初。
與此同時，尼米茲及其參謀幾乎日以繼夜商討下個登陸目標。按美軍最初有限的情報，馬紹爾群島中只有沃特傑及馬洛埃拉普有可用的跑道，似乎美軍只能夠攻打這兩座日軍要塞。不過在12月4日，第50特遣艦隊的兩支航空母艦支隊空襲了瓜加林，偶然發現瓜加林南部有一個即將完工的跑道，可起降中型轟炸機。該幅瓜加林跑道的相片傳抵太平洋司令部後，尼米茲即時提出了最終作戰方案：首先攻取無人防守、可停泊大型艦隻的馬久羅環礁；次日分南北兩路攻打瓜加林；若果瓜加林戰役順利的話，所有剩餘部隊即時往西奪取埃尼威托克；至於沃特傑、馬洛埃拉普、米利環礁及賈盧伊特環礁，則全部以跳島戰術略過。
由於計畫非常急進，司令部的參謀對此多表反對。斯普魯恩斯、凯利·特纳（Richmond K. Turner）及史密斯三人更試圖說服尼米茲更改計畫，先攻取沃特傑及馬洛埃拉普。然而尼米茲獨排眾議，並指出攻占馬久羅不但可將損傷減至最低，其深水港的優勢更是沃特傑兩座環礁所不及；至於沃特傑兩座環礁的日軍航空部隊，更可在美軍登陸瓜加林前，由航空母艦及塔拉瓦的陸軍航空隊徹底消滅，完全無須顧慮。
1944年1月31日，美軍同時登陸馬久羅及瓜加林，瓜加林戰役爆發。一如尼米茲所料，日本空軍早在美軍登陸前，便被馬克·密茲契的四支航空母艦支隊（第58特遣艦隊）徹底摧毀；美軍在2月8日佔據了馬久羅，沒有任何人命損失，第5艦隊即時可使用其良好的深水港，並興建轟炸機跑道（同年4月15日投入運作）；瓜加林則在2月7日被美軍佔據，美軍死傷為1,954人，比塔拉瓦戰役少近一千人。由於美軍攻勢順利，2月17日陸戰隊開始登陸埃尼威托克；而第5艦隊的航空母艦則空襲特魯克，不但阻止了日軍派兵增援，更迫使聯合艦隊將主要軍艦撤回帛琉及日本。24日陸戰隊徹底佔據埃尼威托克。在短短一個月內，美軍便控制了整個馬紹爾群島，而通往菲律賓之路就在眼前。雖然在2月到6月之間，陸戰隊仍有登陸另外數個馬紹爾環礁，並定期轟炸日軍駐守的島嶼，但馬紹爾群島戰事大致上已經告終。

### 馬里亞納群島及菲律賓海海戰
當尼米茲的中太平洋軸線迅速推進之際，麥克阿瑟的畿內亞－棉蘭老島軸線卻顯得緩慢。雖然盟軍透過布干維爾島戰役包圍了拉包爾，使之在1943年2月後再無作戰能力，但此攻擊軸線離棉蘭老島尚有一段距離。按照起初盟軍參謀長聯席會議的計畫，這兩條攻擊軸線應該在菲律賓會合，然後在麥克阿瑟的指揮下往北攻打日本。麥克阿瑟一直希望太平洋艦隊可以南下會合，將艦隊的兩棲部隊置於自己的指揮下，再收復菲律賓並攻打日本；但盟軍聯席會議此時卻另有打算。在馬紹爾群島戰事中，太平洋艦隊的航空母艦及兩棲登陸部隊效率奇佳，聯席會議認為此時無須刻意將兩支部隊會師，拖慢攻擊進度；而金恩亦極力反對將太平洋艦隊開進南方淺窄的蘇祿海，避免航空母艦遭陸上飛機攻擊；更重要的是，美軍的B-29轟炸機已經可以投入現役。只要太平洋艦隊奪回馬里亞納群島，這些長程轟炸機便可以塞班島及關島為基地，去轟炸日本本土。
這番爭論一直延續至1944年初。2月15日，美國參謀長聯席會議認可中太平洋軸線的攻擊，認為其攻擊軸線比麥克阿瑟更加直接，兼可盡用太平洋艦隊的海空實力。而在聯席會議尚未提出最後作戰方案時，尼米茲已在2月底派航空母艦轟炸塞班島、天寧島及關島，並作詳細攝影偵察。3月初尼米茲前往華盛頓再作會議，而聯席會議終於在3月12日提出了最終作戰方案：
第一，麥克阿瑟將取消攻打卡維恩，以節省兵力；第二，麥克阿瑟將攻打阿得米拉提群島，並在該處興建海空基地；第三，麥克阿瑟在4月15日攻打荷蘭地亞，並由尼米茲的航空母艦作空中支援；第四，尼米茲派航空母艦擊潰加羅林群島的日軍，但不作登陸佔據；第五，尼米茲在6月15日開始登陸塞班島、天寧島及關島，並在9月15日開始登陸帛琉，在該等島嶼建立海空基地，以控制菲律賓及台灣東部海域；第六，麥克阿瑟在11月15日開始登陸棉蘭老島，並由尼米茲的航空母艦支援，以預備攻打呂宋及台灣。
決議後，盟軍便按計畫行事。麥克阿瑟在3月開始攻打阿得米拉提群島，並在5月將之佔據；而4月麥克阿瑟又登陸荷蘭地亞，在6月成功佔據。而尼米茲則在3月派航空母艦空襲帛琉，清除麥克阿瑟在北方的威脅，然後在4月支援麥克阿瑟登陸荷蘭地亞。5月尼米茲命艦隊休整訓練，預備在6月準時登陸馬里亞納。由於麥克阿瑟的第7艦隊已有充足實力，海爾賽由麥克阿瑟調回尼米茲指揮。為免編制混亂，尼米茲將第3艦隊及第5艦隊的部隊全部合併，但仍保留兩支艦隊的指揮系統。當斯普魯恩斯指揮艦隊時，編制上仍稱為第5艦隊；而當海爾賽接替時，則改稱第3艦隊。
當麥克阿瑟加速向前推進之際，日軍亦在估計美軍下一波的進攻。雖然麥克阿瑟的部隊較尼米茲接近菲律賓，兼且威脅到日本在印尼南部的燃油生產；但6月11日美國航空母艦空襲了塞班島等地，並派戰艦轟擊陸上防禦設施。故此大本營判斷美軍下一步為佔據馬里亞納群島，即時將西南太平洋的兵力抽調到北面。6月15日，塞班島戰役爆發。19日聯合艦隊派出大量飛機前往塞班島，卻在菲律賓海海戰中，遭斯普魯恩斯的航空母艦徹底擊潰，而美軍艦隊以至登陸艦幾乎全無損傷。接著塞班島先在7月9日成功佔據；而天寧島及關島則分別在8月2日及10日為美軍控制，馬里亞納群島戰事結束。

### 反攻菲律賓與日本戰略

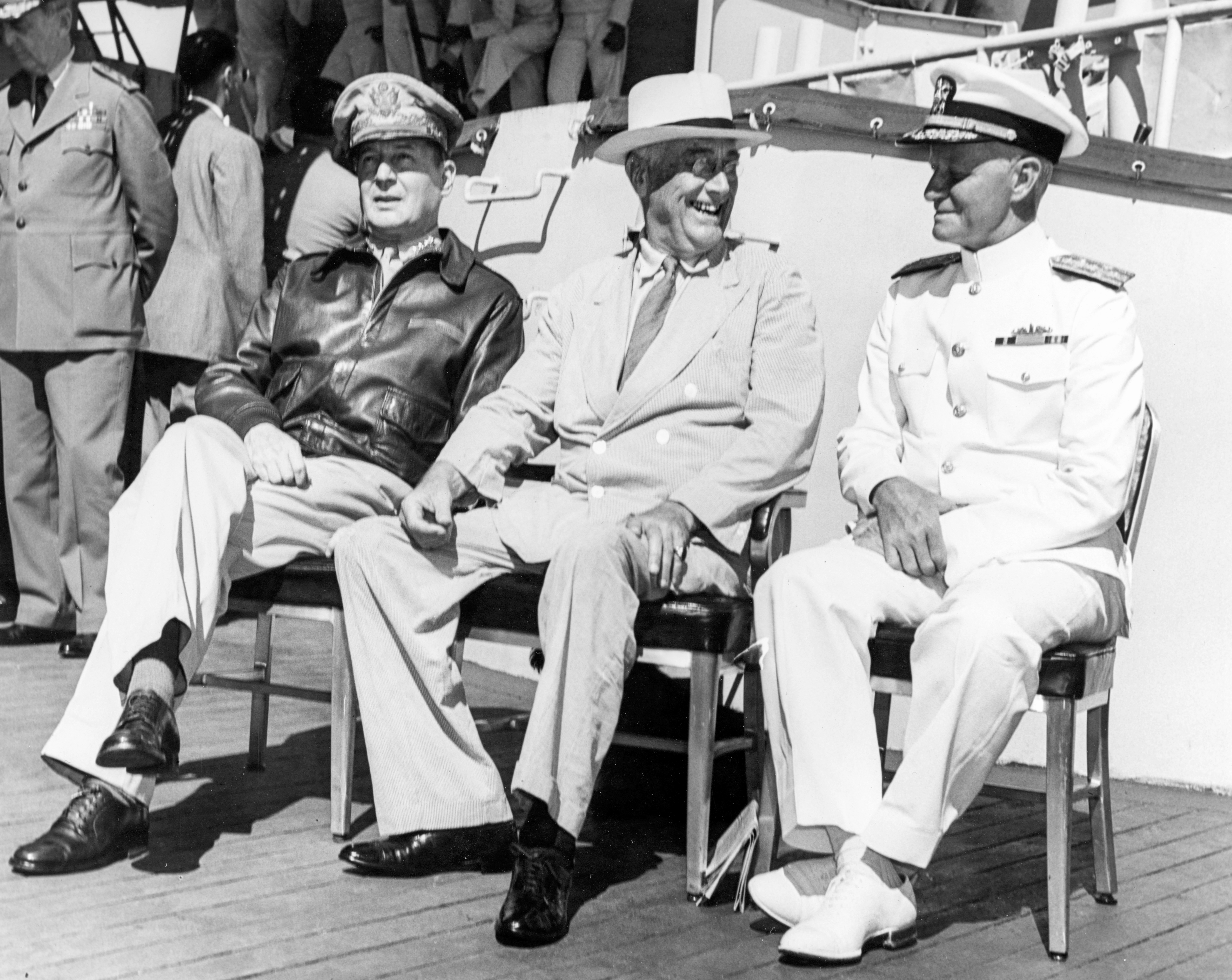
由左至右，麥克阿瑟、羅斯福、尼米茲

接著，尼米茲預備按計畫於9月進攻帛琉諸島。不過參謀長聯席會議對於下一步的攻擊計畫，仍有極大分歧。其時諾曼第登陸已經結束，美國希望盡快迫使日本投降，以減少損失。金恩及尼米茲認為麥克阿瑟應該跳過呂宋，最多只攻佔民都洛。當麥克阿瑟在棉蘭老島建立機場後，再支援太平洋艦隊攻佔台灣，再從台灣進入華東地區，建立B-29轟炸機基地，最後沿著小笠原群島北上，迫使日本投降。參謀長聯席會議起初偏好金恩－尼米茲的方案，但由於日軍在豫湘桂會戰中佔據了桂林和柳州的機場，兼且切斷了蔣中正通往東面的鐵路網，盟軍根本不可能在中國東部及台灣建立轟炸機基地；再加上史迪威與蔣中正之間的關係破裂，聯席會議只好改變作戰計畫，並詢問尼米茲及麥克阿瑟，可否直接跳過整個菲律賓及台灣兩地，而直接攻打九州。
麥克阿瑟對聯席會議的取態極為憤慨，並指出若美國不先收復菲律賓，其政治後果將極為嚴重。他提議在10月25日進攻棉蘭老島、11月15日進攻雷伊泰、1945年1月進攻呂宋、2月進攻民都洛、最後在4月經維薩延灣（Visayan）進攻馬尼拉。由於雙方爭持不下，最終羅斯福要再次介入調解，在7月26日親自到檀香山，與麥克阿瑟及尼米茲會談（雖然會上基本只有尼米茲及麥克阿瑟兩人發言）。最終尼米茲為麥克阿瑟說服，同意必須先收復菲律賓，然後利用海空優勢，迫使日本投降。
雖然尼米茲與麥克阿瑟兩人已有共識，但制訂戰略的美國參謀長聯席會議為繞過呂宋及台灣一事而煩惱不休。到原訂帛琉登陸前兩個星期，聯席會議仍未達成共識：金恩仍舊反對進攻呂宋，認為會延誤戰爭進度，讓日軍有機會增援台灣；但馬歇爾卻改為支持麥克阿瑟，並反對進攻台灣。終於，到1944年9月11日，參謀長聯席會議總算發佈了第一份作戰草案：麥克阿瑟在9月15日進攻莫羅泰島；接著尼米茲在10月5日佔據帛琉的貝里琉，然後依次佔據雅蒲島及烏利西環礁；10月15日，麥克阿瑟佔領棉蘭老島東南的Salebaboe Island，再在11月15日登陸薩蘭加尼灣（Sarangani Bay），最後於12月20日登陸雷伊泰；雷伊泰戰事後，麥克阿瑟與尼米茲合兵一處，在1945年2月20日前攻佔呂宋及馬尼拉，或在3月1日前攻佔台灣及廈門。
不過在短短數日，這份草案卻因海爾賽的介入而徹底改變。菲律賓海海戰後不久，海爾賽接替斯普魯恩斯，指揮中太平洋艦隊，並在8月及9月初接連空襲莫羅泰及棉蘭老島。由於日軍幾乎沒有戰機反抗，海爾賽索性在9月12日派艦載機空襲維薩延灣，擊沉多艘日軍船艦，但日本的反抗仍然不大。海爾賽因此判斷日本在菲律賓的航空部隊已經無力還擊，並在13日早上向尼米茲發信，提議取消進攻帛琉、雅蒲島、莫羅泰島及棉蘭老島，改為直接進攻雷伊泰。
尼米茲即時將海爾賽的提議轉發給金恩及麥克阿瑟。雖然日本的空軍事實上根本未有消滅，只是暫時後撤訓練；西奧多·威爾金森的兩棲部隊又已出發往雅蒲島；而麥克阿瑟也在前往莫羅泰島，更全程保持無線電靜默，無法聯絡。不過，當麥克阿瑟的參謀長理查德·薩瑟蘭接獲海爾賽的信息後，即在14日代麥克阿瑟同意其計畫，並指麥克阿瑟可提早兩個月於10月20日登陸雷伊泰。尼米茲亦同意取消攻打雅蒲島，但堅持威爾金森的兩棲部隊必須先攻取貝里琉，然後才前往雷伊泰。這決定使陸戰隊分別參與了兩場「不必要」的戰鬥：貝里琉戰役及安加爾戰役。不過，太平洋艦隊最終亦因帛琉戰事而取得烏利西環礁，並將之發展成日後菲律賓及日本作戰的艦隊基地。
巧合的是，羅斯福、邱吉爾及盟軍參謀長聯席會議成員在9月15日，正在魁北克舉行「八角」（Octagon）會議。海爾賽－尼米茲－麥克阿瑟三人新制訂的方案在當晚傳抵魁北克，與會成員即時中止晚膳商討，但只用了不足90分鐘，便批准三人的新方案。貝里琉戰役在不久後爆發（西太平洋時區的9月15日）。至於是否略過呂宋及台灣，聯席會議要到10月3日才有最終方案：麥克阿瑟將在12月20日反攻呂宋，由尼米茲的航空母艦支援；及後太平洋艦隊將在1月20日前佔據部分小笠原群島，然後在3月1日攻打沖繩。換言之，盟軍將放棄攻打台灣，而麥克阿瑟則獲准收復呂宋，以至整個菲律賓；至於太平洋艦隊則沿著「小笠原階梯」（Ladder of the Bonins）北上，打通往日本本土的攻擊路線。

### 雷伊泰灣海戰、海爾賽及金凱德
緊接著，太平洋艦隊司令部開始為雷伊泰登陸制訂作戰方案；而海爾賽亦派航空母艦支隊，在台灣空戰中摧毀北方的日本空軍，掩護艦隊北翼。由於戰事規模龐大，珍珠港下達予各人的作戰方案甚為繁複。尼米茲下達給海爾賽的命令大致為：第一，支援麥克阿瑟登陸菲律賓；第二，摧毀威脅到菲律賓地區的敵方海空部隊。然而，方案中的一項但書，卻標示了「若果發現敵軍艦隊的主力、或可迫使敵方艦隊主力集中，則摧毀敵方艦隊為首要任務。」司令部加上的細款，或許是回應菲律賓海海戰一事：當時尼米茲只下令斯普魯恩斯掩護塞班島的登陸，卻沒有在方案寫上追擊艦隊；而謹慎的斯普魯恩斯亦專注於掩護登陸一事，延遲追擊日軍艦隊，使聯合艦隊成功逃脫。這使斯普魯恩斯遭受珍珠港部分軍官（尤其是海軍飛行員）私下的猛烈抨擊。這項但書多少影響了海爾賽在雷伊泰灣海戰的判斷。
10月20日，美軍開始登陸雷伊泰，雷伊泰島戰役爆發；而24日雷伊泰灣海戰亦爆發。起初美軍的計畫基本順利：雖然海爾賽低估了菲律賓的日本空軍力量，而使艦隊的航空母艦遭連番攻擊，普林斯頓號更因此沉沒，但登陸沒有受到太大干擾。及後的錫布延海戰及蘇里高海峽海戰，美軍更摧毀了聯合艦隊的多艘艦隻。然而，小澤治三郎以自身的航空母艦為餌，在24日晚終於讓海爾賽「發現」日艦（早上因普林斯頓號沉沒一事，美軍艦隊無暇搜索小澤的航空母艦）。
得悉日軍航空母艦就在北方，海爾賽判斷日軍其他艦隊已於錫布延及蘇里高海峽中摧毀，只要擊沉眼前的航空母艦，便可以殲滅聯合艦隊，更可以保障艦隊安全，使普林斯頓號一事不會重演。海爾賽同時認為，就算日軍殘存艦隊能夠會合，亦不足以對南面第7艦隊（金凱德指揮）的登陸艦構成威脅；更何況作戰方案的細款亦有提及過消滅敵方艦隊主力。24日晚上10時22分，海爾賽將威利斯·李的戰艦全部調往北方追擊，並下令「杰拉尔德·博根（Gerald F. Bogan）及拉尔夫·戴维森（Ralph E. Davison）的航空母艦在半夜與費德烈·薛曼會合，然後由密茲契指揮，攻擊日軍北方艦隊。」不過，當晚獨立號的偵察情報，指聖貝納迪諾海峽的航海燈光非常密集（正是栗田健男的中央艦隊），顯然日軍艦隊在錫布延海戰後根本未有全軍覆沒，更在返回雷伊泰作戰。但海爾賽不但忽視了此情報，亦無視了李及波根兩人的抗議。
更為不幸的是，在金凱德的作戰方案中，第7艦隊的北翼是由海爾賽的第3艦隊負責防衛。在24日的下午3時12分，金凱德截獲了第3艦隊一項「作戰計畫」（Battle Plan，海爾賽沒有將之發佈給金凱德），稱「把李中將的戰艦編成第34特遣艦隊，盡量以遠距攻擊；而戴維森及波根的航空母艦將避開水面作戰」；但金凱德及遠在珍珠港的尼米茲，均把這項「作戰計畫」解讀為落實的「作戰命令」，假設海爾賽已經把戰艦編成第34特遣艦隊，保護第7艦隊。當晚上10時22分海爾賽下達第3艦隊北上後，金凱德亦截獲了該信息，並誤以為海爾賽只是帶三支航空母艦支隊北上，李的「第34特遣艦隊」仍在看守聖貝納迪諾海峽。
10月25日早上，不幸的消息開始接踵而來。4時12分，金凱德在其參謀多番催促之下，終於決定詢問海爾賽戰艦的行蹤。為免言詞過於直接，金凱德先向海爾賽報告蘇里高海峽海戰獲勝的消息，然後順道問及「第34特遣艦隊是否仍在守備聖貝納迪諾海峽？」，但海爾賽要到早上6時48分，才接到該段信息。而就在1分鐘前，克利夫頓·斯普拉格（Clifton Sprague）的一架反潛偵察機，猛然發現日軍的大和號戰艦及多架巡洋艦，正在高速迫近護航航空母艦。7時4分，金凱德接到史伯格遭栗田艦隊炮擊的消息，薩馬島海戰爆發；而7時5分，海爾賽回覆金凱德，稱第34特遣艦隊已跟隨航空母艦北上，附近沒有任何重型軍艦可以支援。7時27分開始，金凱德及史伯格先後四次以明碼向海爾賽求援，但當信息陸續傳抵海爾賽時，他的航空母艦正忙於恩加尼奧角海戰。當時李的戰艦完全沒有任務，但海爾賽沒有將之調回南方，而希望以之追擊小澤的伊勢號戰艦及日向號戰艦，故此僅在8時48分命老約翰·麥凱恩的航空母艦加速前往救援。麥凱恩的支隊原先正前往烏利西補給，根本不可能及時趕到。
尼米茲對海爾賽艦隊的行蹤，同樣沒有把握。一直以來，尼米茲均信任前線指揮官的判斷，放手讓其制訂作戰方案，而不作干預。不過，當薩馬島海戰的消息傳抵珍珠港後，尼米茲便面對一兩難困境：應該繼續放任前線指揮、還是保險地詢問海爾賽艦隊的動向？由於情況危急，到早上10時，尼米茲終於接受了其助理參謀長伯納·奧斯丁的建議，對海爾賽發出：「目前第34特遣艦隊在哪？」的訊息；然而兩人當時想法不一，尼米茲認為要發出一封具有鼓勵性質的訊息，意思猶如「目前第34特遣艦隊在哪？它應該儘快趕去吧？」，並深信海爾賽看得出他的用意；但奧斯丁卻認為這是單純的詢問，他口訊給文書士「第34特遣艦隊在哪？自尼米茲將軍發給第3艦隊司令，會金恩將軍與金凱德將軍」，後者聽出其強調之音，便在訊息中加註了「哪裡－重複」，接著又送到了通信部門，當時要發送此訊息的值勤少尉按照正常程序將人名換成職位名後，開始加諸其他文字，由於要掩飾文章的開頭與結尾，必須加入一些看來無意義的片語，同時也要以雙子音與正文隔開。這名少尉正好想到當天是1854年的巴拉克拉瓦戰役發生日，又想到了英國詩人丁尼生的作品《輕騎兵的衝鋒》，其中有一句：「全世界都想知道」就被少尉挪用於中，並在首段加上「火雞走向水」，整個訊息就變成了：
「TURKEY TROTS TO WATER GG FROM CINCPAC ACTION COM THIRD FLEET INFO COMINCH CTF SEVENTY-SEVEN X  WHERE IS RPT WHERE IS TASK FORCE THIRTY FOUR RR THE WORLD WONDERS」
送到海爾賽那裡整段信息的轉換流程為：主文前部份的首兩個詞與後兩個詞開首字母相同，如上文粗體標示。這段文字在解密時應予以刪除，而介乎GG及X之間的資料為發送與接收者元數據，「CINCPAC」代表尼米茲、「ACTION」表示「給」、「COM THIRD FLEET」指第3艦隊司令—海爾賽、「INFO」指轉達、「COMINCH」指美國艦隊總司令—金恩及「CTF SEVENTY-SEVEN」指第77特遣艦隊司令—金凱德，而在X後面才是正文，即「哪裡－重複，第34特遣艦隊在哪裡」（WHERE IS RPT WHERE IS TASK FORCE THIRTY FOUR），「RR THE WORLD WONDERS」則非正文的一部分。
然而恰好的是，海爾賽有規定若有急電傳來，通信員不需要將其轉為公文形式，直接送到指揮艙即可。當尼米茲的急電被破譯出後，文書士立刻將他交給波頓·戈德斯坦少尉，後者看了知道是給海爾賽的急電，但覺得其結尾語雖然有以子音分開，卻很像正文的一部分。他交給了上級查爾斯·福克斯上尉過目，後者認為連同結尾片語一起交去給海爾賽較好，並認為交給指揮艙的聯絡軍官會告訴海爾賽後半部是附加的。但聯絡軍官一看到是給第3艦隊司令的訊息就直接送交了，沒有聲明正文訊息僅有前半段，故此當海爾賽接到信息後，其內文變成：「哪裡－重複，第34特遣艦隊在哪裡，全世界都想知道。」
這段信息使海爾賽極為憤慨，認為尼米茲正對他譏諷，並叫金恩與金凱德一起來看他受辱。他事後回憶道：「就像我臉上挨了一拳般，我感到震驚，這張紙在我手中抖動，我摘掉我的帽子，把它扔到甲板上，喊了些我沒臉記起來的東西，我根本無法相信尼米茲會這樣侮辱我。」要到10時55分，海爾賽才命波根的航空母艦及李一同轉往南方，而兩支支隊更要到11時15分才開始轉向。幸好栗田先是遭到史伯格的驅逐艦拼死衝擊，後又被麥凱恩逐漸密集的遠距艦載機攻擊，而調頭撤退，沒有威脅到威爾金森的登陸艦。雷伊泰灣海戰在26日正式結束。雖然尼米茲與海爾賽兩人很快便釋除誤會，並保住了兩人的友誼；但金凱德與海爾賽的關係卻逐步走向破裂。
11月2日，尼米茲准許海爾賽在5日空襲呂宋，以盡快支援麥克阿瑟的部隊。稍後奧爾莫克灣戰役及民都洛島戰役先後爆發，但海爾賽的艦隊卻因缺乏準確的天氣預警，在12月18日遭快速增強的颱風「眼鏡蛇」（Cobra）正面吹襲，三艘驅逐艦因此沉沒。軍事法庭在12月26日開始在烏利西審訊，最終判決海爾賽應為事件負上全責；但在尼米茲及金恩兩人的背書下，法庭同意海爾賽只是急於及時支援菲律賓戰役，故此無需受罰
12月19日，尼米茲晉升為五星海軍上將。當海爾賽即將受審時，尼米茲亦到了烏利西，並與海爾賽會面。期間海爾賽要求尼米茲准許派航空母艦入南中國海，以攻擊可能撤退到該處的日軍艦隊，並獲尼米茲准許。由於珍珠港離前線過於遙遠，尼米茲在1945年1月2日將太平洋司令部遷至關島。

### 硫磺島與沖繩島
雷伊泰戰事告終後，尼米茲打算將第7艦隊部分戰艦及驅逐艦調回第3艦隊，以集中艦隊兵力，按期在1945年1月中旬攻打下一個目標—硫磺島，該島對B-29轟炸機轟炸日本的行動重要性甚大，不但日軍可在此確認美軍轟炸機的行動而通報東京，亦可派遣截擊機攻擊轟炸機，美軍亦可利用該島進行對B-29的加油工作。但由於盟軍的仁牙因灣戰役及呂宋島戰役即將開始，金凱德與麥克阿瑟均不願意交出艦隻。金凱德指若果削減第7艦隊的巡洋艦及驅逐艦，則美軍登陸艦將容易受神風特攻隊攻擊；而麥克阿瑟則指尼米茲若調走受創的加利福尼亞號及新墨西哥號維修，第7艦隊將只有四艘戰艦可用，無法招架日軍殘餘的六艘戰艦。然而尼米茲卻指出，只要太平洋艦隊及早開始硫磺島及沖繩島戰事，聯合艦隊並不會干擾呂宋的美軍；保護菲律賓的最佳方法是由太平洋艦隊主動摧毀日軍戰艦，而非強化第7艦隊作被動防守；更何況受損的兩艘戰艦對麥克阿瑟的幫助有限。
不過，就連第3艦隊亦無法及時準備硫磺島戰事。海爾賽在1月10日進入南海後，先後空襲了越南等地，但未有找到日軍的兩艘戰艦。接著海爾賽獲尼米茲批准，在15日及16日空襲香港、中國南部沿海及台灣三地，仍舊找不到日軍戰艦。兩日後尼米茲雖然得悉伊勢號及日向號正在蘇門答臘以東，但在權衡輕重後，命海爾賽盡快離開南海，以預備攻打小笠原諸島。不幸的是，海爾賽再次遭遇惡劣天氣，艦隊無法補油，結果被困在呂宋以西海域。由於天氣預報惡劣天氣要到19日才會緩和，海爾賽提議將艦隊取道菲律賓南部的蘇里高海峽，在補油後繞過菲律賓南部，再往北空襲台灣；但尼米茲指棉蘭老島的日軍必會因此發現第3艦隊，聯合艦隊便可能如麥克阿瑟所顧慮，由日本本土開赴呂宋，故此建議海爾賽稍作等待，在19日後穿越呂宋海峽。不過為免雷伊泰灣的誤會重演，尼米茲強調海爾賽有權自行選擇，而司令部絕對信任並支持其所有判斷。終於，海爾賽選擇了呂宋海峽路線，並在1月20日成功離開南海，再次空襲台灣，然後返回烏利西休整；而尼米茲與麥克阿瑟兩人亦互相讓步：加利福尼亞號及新墨西哥號在1月22日離開雷伊泰前往維修；而金凱德則可保留其巡洋艦及驅逐艦。1月26日，斯普魯恩斯接替海爾賽，第3艦隊再更名為第5艦隊。
雖然硫磺島戰役最終延遲至2月19日才開始，但尼米茲及其參謀均對戰事充滿信心。相比馬里亞納群島戰事，尼米茲不但大幅增派戰艦炮擊硫磺島，又與陸軍航空兵聯手，多次轟炸陸上設施；但在栗林忠道的指揮下，日軍利用火山灰和水泥建構了構築了堅固的工事，使美軍攻擊損害不大。硫磺島的機場往往在美軍空襲後數小時便可重新使用，再加上其以自殺式飛機攻擊美軍艦隊，擊傷美軍航母薩拉托加號，擊沉護航航母俾斯麥海號。美軍以火焰發射器緩慢地肅清躲在島上洞穴內抵抗的日軍，太平洋艦隊司令部發出公報表示：「截至2月21日晚上6點，美軍已有644人陣亡、4108人受傷和560人失蹤」某家報紙便建議「給我們子弟兵放個假，用毒氣幹掉日本兵。」但羅斯福與尼米茲皆不願違反《日內瓦議定書》上禁止毒氣的規範，即便日美兩國均非簽字國，尼米茲後來承認他的遲疑「使很多優秀的陸戰隊員喪生」。3月24日，尼米茲親自到硫磺島視察，而美軍在26日宣佈硫磺島戰役結束。
3月23日，第58特遣艦隊稍做歇息後即開始重擊沖繩島。雖然B-29轟炸機一直隸屬於阿諾德及李梅兩人指揮，但聯席會議同時准許尼米茲在「戰術或戰略緊急情況」下，直接調動兩人的轟炸機；而李梅認為轟炸沖繩只不過是普通任務。最終尼米茲成功派B-29轟炸九州，並使日本的天號作戰延期至4月6日才開始執行。
另一方面，英軍也在1945年1月派出了第57航空母艦特遣艦隊加入了對日作戰，並空襲了印尼南部地區。沖繩戰役爆發前夕，美國參謀長聯席會議打算派英軍繼續空襲印尼，並獲麥克阿瑟及金恩支持。然而，尼米茲及斯普魯恩斯均希望英軍可協助空襲琉球群島南部，減輕第5艦隊面對神風特攻隊的壓力。邱吉爾及英軍參謀大力支持尼米茲的計畫，讓英軍可以參與太平洋的重要戰爭。最終金恩准許英國航空母艦以第57特遣艦隊身份參與沖繩戰役，並受尼米茲的直接指揮；但他同時給予英軍航空母艦一定彈性，可在七日通知期限後撤走，它們於3月26日加入了對沖繩島的攻擊。
至於日軍的反應，3月25日，豐田副武就展開了對美軍艦隊攔截的天號作戰，但因為機場狀況不佳與調度不順而執行速度緩慢。4月1日，美軍開始登陸沖繩島後，日軍才集結了355架的自殺飛機與世上最大的戰艦大和號，進行對第58特遣艦隊的特攻作戰。4月7日，大和號在缺乏空中掩護的情況下被美軍轟炸機擊沉。沖繩島的進展同硫磺島般地緩慢，尼米茲一度懷疑是否陸軍存心以緩慢而小心的挺進，犧牲支援的海軍部隊，他也因此與指揮地面作戰的西蒙·巴克納將軍激烈的爭吵。長期執勤也使前線指揮官極為疲憊。5月17日尼米茲先命哈利·希爾（Harry W. Hill）取代屠納，指揮第5艦隊的兩棲軍；到5月28日海爾賽也接替斯普魯恩斯，艦隊再次更名為第3艦隊。不過海爾賽的艦隊在6月5日再次遭到颱風正面吹襲，多艘艦隻損毀。15日軍事法庭在關島審判事件，斥責第3艦隊沒有汲取教訓，改善天氣預報，更指海爾賽應為事件負上主要責任，並建議尼米茲考慮將海爾賽及麥凱恩「調到其他職務」。海軍部長詹姆斯·福萊斯特一度希望尼米茲勒令海爾賽提早退役，但不欲因此打擊美軍士氣；而金恩則讓海爾賽向福萊斯特申冤，最終使海爾賽可繼續指揮艦隊。
6月21日，美軍佔領沖繩島，為了拿下該島，海軍付出了相當重的代價，包括英軍船艦在內共有13艘驅逐艦被擊沉、37艘受損、9艘艦隊航空母艦受損。但美軍也因此完成了對日本的包圍網，讓尼米茲自4月起實施對日本進行的海空打擊補給線的「飢餓行動」效果更佳。沖繩戰役結束後，尼米茲命令海爾賽自7月開始空襲日本本土。

### 日本本土

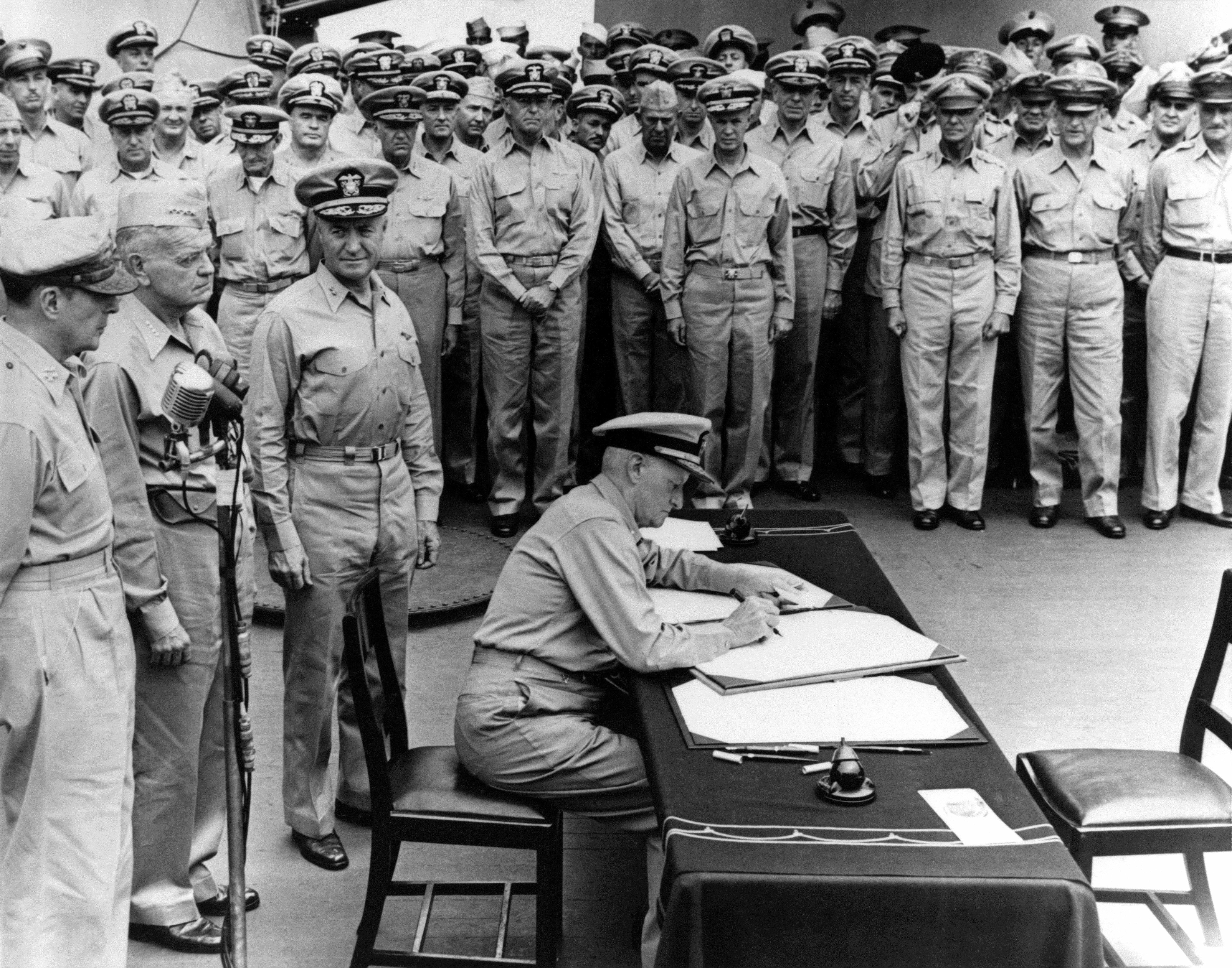
尼米茲代表美國，於停泊在東京灣的密蘇里號戰艦上簽署《降伏文書》

尼米茲深信可以海軍封鎖日本而迫使其投降，他個人雖不贊成美軍進攻日本本土的行動，但還是與幕僚們討論與麥克阿瑟合作的事宜。美軍先前就擬定了進攻日本本土的「沒落行動」，並分作「小王冠」與「奧林匹克」兩方向的進攻計畫。早在3月拿下呂宋島後，麥克阿瑟的作戰範圍僅剩該島以南，與尼米茲的本土攻勢相比可說是毫無重要性，陸軍為此提出抗議。原先在4月3日，參謀長聯席會決議兩人都不擔任總指揮，令尼米茲指揮包括第7艦隊的海軍部隊，麥克阿瑟則指揮所有陸上部隊（含海軍陸戰隊），但補充了要兩方在舊有指揮架構下完成現在的作戰，並要在相互同意下、漸進地轉移到新指揮架構。然而在4月13日，麥克阿瑟的屬下蘇瑟南將軍與其幕僚前來尼米茲的關島指揮所，向後者高傲地表示麥克阿瑟希望儘快完全接掌尼米茲手下的陸軍部隊，並不會再有海軍將領指揮陸軍部隊之事，而尼米茲表示則予以拒絕。麥克阿瑟也同樣拒絕前來關島討論進攻計畫，尼米茲遂於5月15日前往馬尼拉直接會談。兩者很快地就屏除了「海軍將領不得指揮陸軍部隊」的問題，也拋棄英軍在歐洲戰場「登陸前後各交由一名將領擔任總指揮」的作法，建立日後許多協同作戰的基礎；最終，尼米茲將指揮第3與第5艦隊，前者負責掩護，後者則搭送兩棲部隊。
在制定計畫期間，尼米茲也得知了原子彈的存在；在7月15日時，他觀看了世上第一枚原子彈試爆的影片，認為其並非適當的作戰武器，希望美軍不須使用它。8月6日，美國於廣島投擲了小男孩原子彈，而日本政府仍舊沒有回應；8月9日，美軍再投擲了胖子原子彈於長崎；同日，蘇聯紅軍也加入了太平洋戰爭，擊潰了駐於滿州的日本關東軍，打破了國內主戰主和派之間的僵局；8月15日，日本接受《波茲坦宣言》，宣佈投降。
9月2日，盟國與日本於停泊在東京灣的海爾賽艦隊旗艦—密蘇里號戰艦上簽署和平協定—《降伏文書》，麥克阿瑟代表同盟國，尼米茲則代表美國在和約上簽字。

## 戰後

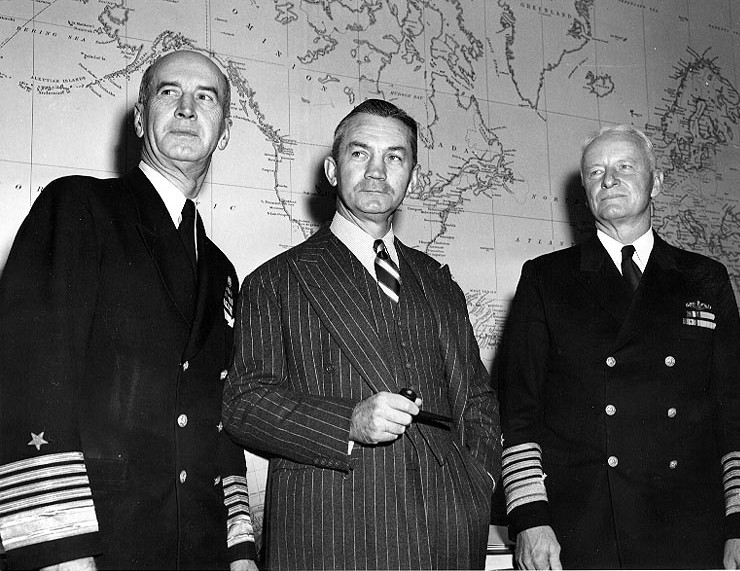
金恩、福萊斯特與尼米茲

戰後，尼米茲因為在對日作戰中的勝利而受到美國民眾熱烈的歡迎，深知宣傳之效的海軍部長福萊斯特也將尼米茲塑造成海軍的國家英雄，包括在1945年10月5日定為「尼米茲日」、在舊金山接受榮譽市鑰和於國會進行演說等等。尼米茲之後要求接替金恩擔任美國海軍作戰部長，福萊斯特則予以反對，不單是認為尼米茲與金恩一樣頑固，也認為前者的能力應用於戰區指揮。尼米茲仍非常想要該職位，在其運用宣傳手腕下，福萊斯特最終妥協，只要同意任期為兩年（一般為四年）、人事他要同意、必須同意海軍部組織概念，尼米茲接受了這些條件。1945年11月20日，杜魯門宣佈尼米茲接替金恩，成為海軍作戰部長，斯普魯恩斯則接替其太平洋艦隊司令職務。
二次大戰一結束，尼米茲就面臨了美軍中海軍因為核武時代的來臨而要面臨的削減，深知海軍重要性的羅斯福已逝世，換上了主張核子武器實用性的杜鲁门，他曾暗示了海軍地位將會下降的未來，如稱讚馬歇爾「成功地使海軍願意與陸軍合作。」尼米茲則到處巡迴演說，爭取海軍之地位以及其不可取代的性質。如杜立德就曾說過：「航艦能移動，也會沉，當我們擁有航程極長的飛機時，就不再需要航艦。」杜立德也要求成立獨立的空軍，地位將要與海軍和陸軍相等，尼米茲表示反對，他認為這和獨立的潛艇部隊一樣沒有道理。另外，尼米茲還要面對此時軍部內要求將海軍與陸軍併入同一部門的聲浪，他反對這種將限制海軍發展、令其降低國家防禦的角色。
在尼米茲擔任作戰部長期間，前納粹德國海軍總司令卡爾·鄧尼茲接受了紐倫堡大審，起訴其發動無限制潛艇戰的罪名，尼米茲應其律師之要求，提供一份美軍亦在對日戰爭中使用同樣作法的證詞，到最後雖然判定鄧尼茲該罪名成立，但並未針對該罪名而受罰。尼米茲也於短短的任期中測試核武器對海軍的打擊力，主持了十字路口行動，另外還支援了核動力潛艇的開發。
1947年12月15日，尼米茲卸除了海軍作戰部長職務。雖然美國國會所授予的五星上將軍銜可使他永不退休，但尼米茲決定離開海軍（雖然有掛名「海軍特別助理」，但幾乎不會有人來請教幫忙），他後來在1948年至1956年期間擔任了加利福尼亞大學的校董，在1949年3月21日被任命為聯合國的克什米爾事務委員會公民投票監察長，協助調停印巴之爭，但由於印度和巴基斯坦關係惡化，並未能進行。另外，尼米茲也協助日本維護東鄉元帥的遺產—三笠號戰艦，並在後來撰文提醒日本人對馬海峽之戰對他們海軍歷史的重要性，尼米茲將该文稿費所得的56美金（相當於2萬日圓）捐出，鼓勵日本人重修三笠號，還獲得了其海上自衛隊的感謝。在1961年5月27日的日本海軍節，三笠號重新修整完成，尼米茲以榮譽貴賓身份受邀，但他並未出席，反而寄信寫道：「最誠摯地祝福，給所有那些愛國的日本人，它們將協助恢復這艘著名的軍艦。......一位極大的仰慕者與信徒，切斯特·尼米茲」；尼米茲也將其撰寫的《海權》（Sea Power）一書的所得10萬日圓，捐贈給了東鄉神社的重建工程，這本書後來在日本發行時，改名為《尼米茲的太平洋海戰史》（ニミッツの太平洋海戦史），成為了暢銷書。
1963年10月，尼米茲診斷出脊髓關節炎病狀，雖然手術成功，但尼米茲後又罹患了肺炎，到了12月，又再有輕微的中風與心臟衰竭。1966年1月，他離開了位在奧克蘭的美國海軍醫院（橡樹山莊），回到他的海軍宿舍。1966年2月20日，尼米茲逝世，享年80歲，政府為其國葬，並照他生前意願，葬於加利福尼亞州聖布魯諾的金门国家公墓，與斯普魯恩斯、屠納及洛克伍德同葬一處。

## 家庭
尼米茲於1913年娶了凱塞琳·凡斯·佛里曼（Catherine Vance Freeman，生於1892年3月22日，卒於1979年2月1日）為妻，並有4個子女：
- 凱塞琳·万斯，暱稱「凱特」（Catherine Vance "Kate"，生於1914年，卒於2015年）
- 小切斯特·威廉·尼米茲，暱稱「切特」（Chester William "Chet", Jr.，生於1915年2月17日，卒於2002年1月2日）
- 安娜·伊莉莎白，暱稱「南希」（Anna Elizabeth "Nancy" ，生於1919年，卒於2003年）
- 玛丽·曼森（Mary Manson，生於1931年1月17日，卒於2006年2月27日）

凱塞琳於1934年畢業於柏克萊加州大學，成為華盛頓哥倫比亞特區公共圖書館職員，而後嫁給了美國海軍軍官詹姆斯·托马斯·莱（James Thomas Lay，生於1909年，卒於2001年）。

小尼米茲則在1936年畢業於美國海軍學院，一直服役於潛艇部隊，直到1957年以少將軍階退休，領有海軍十字勳章。他於1969至1980年間擔任珀金埃尔默公司的董事長。

安娜則成為了兰德公司裡的一位經濟專家，從1950年代初期一直服務30年後退休。

瑪莉則成為了道明會的成員，而後在加州多明尼克大學教導生物學16年，還擔任了學院院長11年、代理校長1年以及研究機構副總裁13年，她於2006年死於癌症。

## 紀念

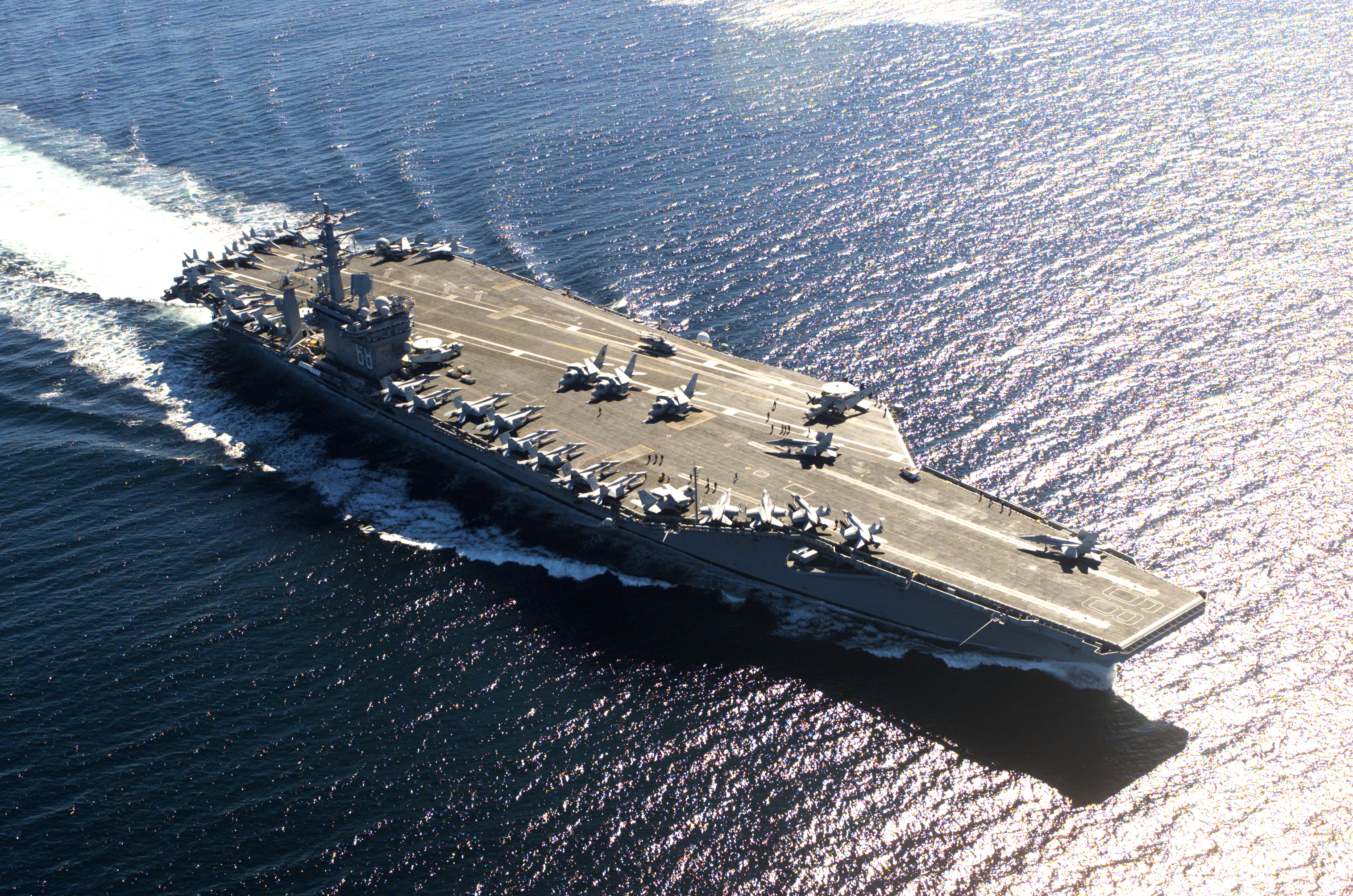
航行於維多利亞灣內的尼米茲號航空母艦

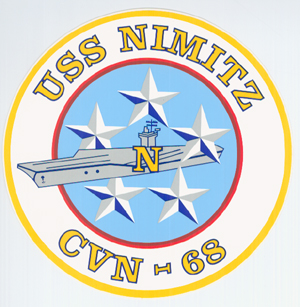
尼米茲號艦徽，繪有與尼米茲五星上將軍階相同的五顆星

- 「美國偉人」系列郵票，50分錢上的圖案為尼米茲的肖像[160]。
- 超級航空母艦的尼米茲級核動力航空母艦以其命名，首艦即為「尼米茲號」，自1975年起陸續建造了10艘，是目前已服役軍艦中排水量最大者，也是目前被認為戰力最強大的軍艦[161]。
- 尼米茲基金會，成立於1970年，其提供了美國太平洋戰爭國立博物館資金[162]。
- 尼米茲高速公路（即880號州際公路），路段位於舊金山灣區、自奥克兰至聖荷西。因為在尖峰時間交通十分擁擠，而被當地人取了「髒亂的尼米茲」（The Nasty Nimitz）的暱稱[163]。
- 尼米茲冰川，為美國南極洲命名諮詢會（US-ACAN）以尼米茲所命名的一條冰川，在尼米茲海軍作戰部長任內，曾進行過海軍大規模南極觀測行動—高跳行動（Operation Highjump）[164]。
- 尼米茲大道，為聖地牙哥諾馬岬鄰近的一條大道[165]。
- 尼米茲營，成立於1955年，為聖地牙哥的一間新兵招募營[166]。
- 尼米茲公路，為夏威夷檀香山機場附近的92號公路[167]。
- 尼米茲圖書館，為美國海軍學院的主圖書館[168]。加州柏克萊的海空軍後備軍官訓練學校也有一個被命名為尼米茲的圖書館[169]。
- 西維吉尼亞州薩默斯亦有一個「尼米茲鎮」[170]。
- 在夏威夷檀香山與加利福尼亚州森尼韦尔各有一所「尼米茲小學」[171][172]。
- 得克萨斯州圣安东尼奥與敖德薩、加利福尼亚州汉廷顿公园各有一所「尼米茲中學」[173][174][175]。
- 尼米茲丘，為前關島海軍指揮部據點[176]。
- 尼米茲公園，位於駐日美軍佐世保海軍基地內的一個小型遊樂園[177]。

## 榮譽
| 美國軍獎： \| 潛艇軍官徽章 \| \| \| \| 海軍傑出服役勳章：四次 \| 陸軍傑出服役勳章 \| 救生銀章 \| \| 第一次世界大戰勝利獎章：海軍部長嘉許銀星 \| 美國防禦服役獎章 \| 美國戰役獎章 \| \| 太平洋戰爭獎章 \| 第二次世界大戰勝利獎章 \| 國防部服役獎章：兩枚 \| | 外國軍獎： - 英國 巴斯勳章：爵級大十字 - 英國 太平洋之星勳章（Pacific Star） - 法國 榮譽軍團勳章 - 菲律賓 榮譽勳章（菲律賓軍事最高榮譽） - 菲律賓 自由勳章：附一枚服役之星（銀質） - 荷蘭王國 橘拿騷勳章：帶寶劍大爵士級（Orde van Oranje Nassau in de graad Ridder Grootkruis） - 希臘 喬治一世勳章（帶劍大十字級） - 中華民國 寶鼎勳章（一等特種大綬） - 瓜地馬拉 十字軍功勳章：一級（La Cruz de Merito Militar de Primera Clase） - 厄瓜多 軍功十字勳章 - 阿根廷 解放勳章（Orden del Libertador San Martin） - 古巴 卡洛斯·曼努埃爾·德·德斯勳章 - 比利時王國 皇冠勳章（Grand Croix de l'ordre de la Couronne avec palme） - 比利時王國 戰爭十字勳章（Croix de Guerre Avec Palme） - 義大利共和國 軍功勳章（Cavaliere di Gran Croce） - 巴西 海軍榮譽勳章（Ordem do Merito Naval） |                      |
| 潛艇軍官徽章 | |                      |
| 海軍傑出服役勳章：四次 | 陸軍傑出服役勳章 | 救生銀章             |
| 第一次世界大戰勝利獎章：海軍部長嘉許銀星 | 美國防禦服役獎章 | 美國戰役獎章         |
| 太平洋戰爭獎章 | 第二次世界大戰勝利獎章 | 國防部服役獎章：兩枚 |

### 外国勋章奖章
- 特种大绶云麾勋章（中华民国，1947年7月14日批准[180]）

## 腳註
1. ↑  值得一提的是，與尼米茲同屆畢業的羅伊爾·E·英格索爾（Royal E. Ingersoll）排名第四，後來他也在尼米茲被任命為太平洋艦隊司令後不久，被任命為美國大西洋艦隊司令[13]，班上亦有16人於二戰結束後晉升至少將以上。
2. ↑  尼米茲於給他妻子的信中寫道：「我很高興聽到硫磺島終於拿下，我希望不會因為慘重而收到太多詛咒我的信，我目前每天都會收到兩三封署名『一位陸戰隊員的母親』的信，用各種惡毒字眼譴責我。我對人員傷亡也感到很沮喪，但我不知道要如何才能降低傷亡。」[126]
3. ↑  李梅曾向尼米茲要求令麾下的B-29脫離支援沖繩戰鬥的任務，但尼米茲予以拒絕。此後李梅再向阿諾德表達其想法，認為尼米茲「試圖影響戰爭的發展」；阿諾德與金恩討論此事，金恩便回答「若陸軍航空隊不願支援沖繩島外的海軍，後者就自行撤出，陸軍自行解決補給與安全問題。」李梅便不再抱怨，而尼米茲也一直到5月11日才釋出了B-29[128]

## 資料來源
1. ↑  Hoyt（2000年），第558页
2. ↑  . www.famoustexans.com.   [2011-08-25]. （原始内容存档于2020-02-18）.
3. ↑  . www.nndb.com.   [2021-06-11]. （原始内容存档于2021-04-26）.
4. ↑  Potter（1976年），第45页
5. ↑  Hoyt（2000年），第29页
6. 1 2  Potter（1976年），第46页
7. ↑  Potter（1976年），第47页
8. 1 2  Potter 1976，第48頁
9. ↑  Potter（1976年），第52页
10. ↑  Hoyt（2000年），第31页
11. ↑  Potter（1976年），第57页
12. ↑  Potter（1976年），第58页
13. ↑  Morison第1冊，第206页
14. ↑  Potter（1976年），第95页
15. ↑  Potter（1976年），第96页
16. ↑  . 美國海軍歷史中心. （原始内容存档于2007年5月25日）.
17. ↑  Potter（1976年），第98页
18. ↑  Potter（1976年），第99页
19. ↑  Potter（1976年），第103页
20. ↑  Potter（1976年），第103-104页
21. ↑  Potter（1976年），第104页
22. 1 2  . （原始内容存档于2013年3月3日）.
23. ↑  Potter（1976年），第105页
24. 1 2  Potter（1976年），第187页
25. ↑  Hoyt（2000年），第41页
26. ↑  Potter（1976年），第197页
27. ↑  Hoyt（2000年），第42页
28. ↑  Potter（1976年），第199页
29. 1 2  . www.knowsouthernhistory.net.   [2011-08-25]. （原始内容存档于2020-07-11）.
30. 1 2 3  Potter（1976年），第206页
31. ↑  Potter（1976年），第204页
32. ↑  Potter（1976年），第207页
33. ↑  Potter（1976年），第209-210页
34. ↑  Potter（1976年），第212页
35. ↑  Potter（1976年），第213页
36. ↑  Potter（1976年），第219-220、222-224页
37. ↑  Hoyt（2000年），第43-44页
38. ↑  Potter（1976年），第19-20页
39. ↑  Hoyt（2000年），第25页
40. ↑  Potter（1976年），第14页
41. ↑  Potter（1976年），第26页
42. ↑  （英文）見此第2頁 （页面存档备份，存于）
43. ↑  Hoyt（2000年），第26页
44. ↑  . www.militarymuseum.org. （原始内容存档于2003年10月13日）.
45. ↑  Potter（1976年），第23页
46. ↑  Potter（1976年），第28页
47. ↑  Morison第3冊，第259-260页
48. ↑  Morison第3冊，第260页
49. ↑  Morison第3冊，第263-265页
50. 1 2  Morison第3冊，第266页
51. ↑  Morison第3冊，第387-389页
52. ↑  Potter（1976年），第78页
53. ↑  Potter（1976年），第84页
54. ↑  Morison第3冊，第390页
55. ↑  Morison第3冊，第398页
56. 1 2  Potter（1976年），第114页
57. ↑  Morison第4冊，第13页
58. ↑  Morison第4冊，第14-16頁，列星頓號在16日已經離開珍珠港，21日調往珊瑚海。
59. ↑  Morison第4冊，第62頁，企業號與大黃蜂號在5月11日抵達新赫布里底群島外海，在16日返航珍珠港，於26日抵達。
60. ↑  Morison（1988年），第63页
61. 1 2  Potter（1976年），第128页
62. ↑  Potter（1976年），第130页
63. ↑  Potter（1976年），第139页
64. ↑  Polmar（2006年），第115页
65. ↑  Polmar（2006年），第223页
66. 1 2  Potter（1976年），第166页
67. ↑  Potter（1976年），第172页
68. ↑  Morison第4冊，第259頁，後來美軍實力加強後，索性繞過拉包爾
69. ↑  Morison第4冊，第260页
70. ↑  Morison第4冊，第260-261页
71. ↑  Morison第4冊，第261-263页
72. ↑  Morison第5冊，第182-185页
73. ↑  Morison第6冊，第41页
74. ↑  Morison第6冊，第51-52页
75. ↑  Morison第6冊，第54-65页
76. ↑  Morison第7冊，第17页
77. 1 2  Morison第6冊，第93-95页
78. ↑  Morison第6冊，第96页
79. ↑  Morison第6冊，第97页
80. ↑  Morison第7冊，第79-80页
81. ↑  Morison第6冊，第117-127页
82. ↑  Morison第6冊，第128-129页
83. ↑  Morison第6冊，第225页
84. ↑  Morison第6冊，第254-268页
85. ↑  Morison第8冊，第15-26页
86. 1 2 3 4 5 6  Morison第7冊，第80-84页
87. 1 2 3 4 5 6 7  Morison第8冊，第3-10页
88. ↑  Morison第7冊，第84-85页
89. ↑  Morison第6冊，第279-284页
90. 1 2  Morison（1988年），第284-286页
91. ↑  Morison第7冊，第202-203页
92. 1 2  Morison第7冊，第203-207页
93. ↑  Morison第7冊，第225-229页
94. ↑  Morison第7冊，第230-281页
95. ↑  Morison第7冊，第282-304, 315-332页
96. ↑  Morison第7冊，第305-310页
97. ↑  Morison第6冊，第392-409页
98. ↑  Morison第6冊，第432-448页
99. ↑  Morison第8冊，第161页
100. ↑  Morison第8冊，第145页
101. ↑  Morison第8冊，第186-402页
102. 1 2 3  Morison第12冊，第3-12页
103. 1 2 3  Morison第12冊，第14-18页
104. ↑  Morison第12冊，第55-61页
105. ↑  Morison第12冊，第189-192页
106. ↑  Morison第12冊，第193-197, 290-291页
107. ↑  Morison第12冊，第290-291页
108. ↑  Morison第12冊，第292-294, 329页
109. ↑  Potter（1976年），第531页
110. 1 2 3  Potter 1976，第532頁
111. ↑  Potter（1976年），第533页
112. ↑  Potter 1976，第533-534頁
113. ↑  Potter 1976，第534頁
114. ↑  Potter 1976，第534-535頁
115. ↑  Morison第12冊，第329页
116. ↑  Morison第12冊，第346-347页
117. ↑  Morison第13冊，第82-87页
118. 1 2  Morison第13冊，第156页
119. ↑  Morison第13冊，第161页
120. ↑  Polmar（2006年），第449页
121. 1 2  Morison第13冊，第174-179页
122. ↑  Morison第13冊，第164-179页
123. ↑  Polmar（2006年），第451页
124. ↑  Morison第14冊，第13页
125. ↑  Potter（1976年），第568页
126. ↑  Potter（1976年），第574页
127. ↑  Morison第14冊，第68页
128. ↑  Potter（1976年），第581页
129. ↑  Morison第14冊，第87-88页
130. ↑  Morison第14冊，第101页
131. ↑  Morison第14冊，第102-104页
132. ↑  Polmar（2006年），第474页
133. ↑  Potter（1976年），第582页
134. ↑  Morison第14冊，第270, 272页
135. ↑  Morison第14冊，第307-309页
136. ↑  Morison第14冊，第310页
137. ↑  Potter（1976年），第589页
138. ↑  Potter（1976年），第590页
139. ↑  Potter（1976年），第593页
140. ↑  Potter（1976年），第601页
141. ↑  Potter（1976年），第615页
142. ↑  Potter（1976年），第621页
143. ↑  Potter（1976年），第624-625页
144. ↑  Potter（1976年），第628-629页
145. ↑  Potter（1976年），第637页
146. ↑  Potter（1976年），第632页
147. 1 2  Potter 1976，第634-635頁
148. ↑  Potter（1976年），第656页
149. ↑  Potter（1976年），第657-659页
150. ↑  Potter（1976年），第665-666页
151. ↑  Potter（1976年），第679-680页
152. ↑  Potter（1976年），第724页
153. ↑  Potter（1976年），第725页
154. ↑  Potter（1976年），第729-730页
155. ↑  Potter（1976年），第732页
156. ↑  . wc.rootsweb.com.   [2021-06-11]. （原始内容存档于2021-06-11）.
157. ↑  . New York Times. 2002年1月8日  [2021年6月11日]. （原始内容存档于2021年4月26日）.
158. ↑  . Topanga Messenger Newspaper.   [2011-08-25]. （原始内容存档于2015-06-04）.
159. ↑  . www.apnss.org.   [2011-08-25]. （原始内容存档于2020-04-04）.
160. ↑  . www.military-today.com.   [2011-08-25]. （原始内容存档于2020-06-02）.
161. ↑  .   [2011-08-25]. （原始内容存档于2013-11-05）.
162. ↑  . www.markyville.com.   [2011-08-25]. （原始内容存档于2017-07-27）.
163. ↑  （英文）地圖與資料 Archive.today的存檔，存档日期2012-07-01
164. ↑  . en.parkopedia.com.   [2021-06-11]. （原始内容存档于2021-06-11）.
165. ↑  . （原始内容存档于2010年11月6日）.
166. ↑  . www.hawaiihighways.com.   [2011-08-25]. （原始内容存档于2020-05-13）.
167. ↑  （英文）該圖書館主網頁 （页面存档备份，存于）
168. ↑  （英文）見此 （页面存档备份，存于）
169. ↑  . geonames.usgs.gov.   [2021-06-11]. （原始内容存档于2021-06-11）.
170. ↑  . Public School Review. （原始内容存档于2011年2月22日）.
171. ↑  . GreatSchools.org.   [2021-06-11]. （原始内容存档于2021-06-11）.
172. ↑  . North East Independent School District.   [2021-06-13]. （原始内容存档于2021-04-26）.
173. ↑  . www.education.com. （原始内容存档于2010年1月28日）.
174. ↑  . California Department of Education.   [2021-06-14]. （原始内容存档于2021-06-24）.
175. ↑  . Naval Base Guam.   [2021-06-14]. （原始内容存档于2021-06-14）.
176. ↑  . United Service Organizations.   [2021-06-14]. （原始内容存档于2021-06-14）.
177. ↑  . （原始内容存档于2011年4月14日）.
178. ↑  "國民政府文官處函參軍處為馬歇爾等十三員給予各種寶鼎雲麾勛章送請查照登記" (1944-07-01) [文件]. 國民政府, Series: 人事/勛獎/勛獎總目, File: 美軍抗日有功人員勛獎（一）, ID: 001-035100-00169-018, pp. 1-2. 國史館.
179. ↑  . 國民政府公報 (國民政府文官處). 1947-07-14, 第2876號: 5页  [2021-10-26]. （原始内容存档于2021-10-26）.